# Автоматическая коробка передач

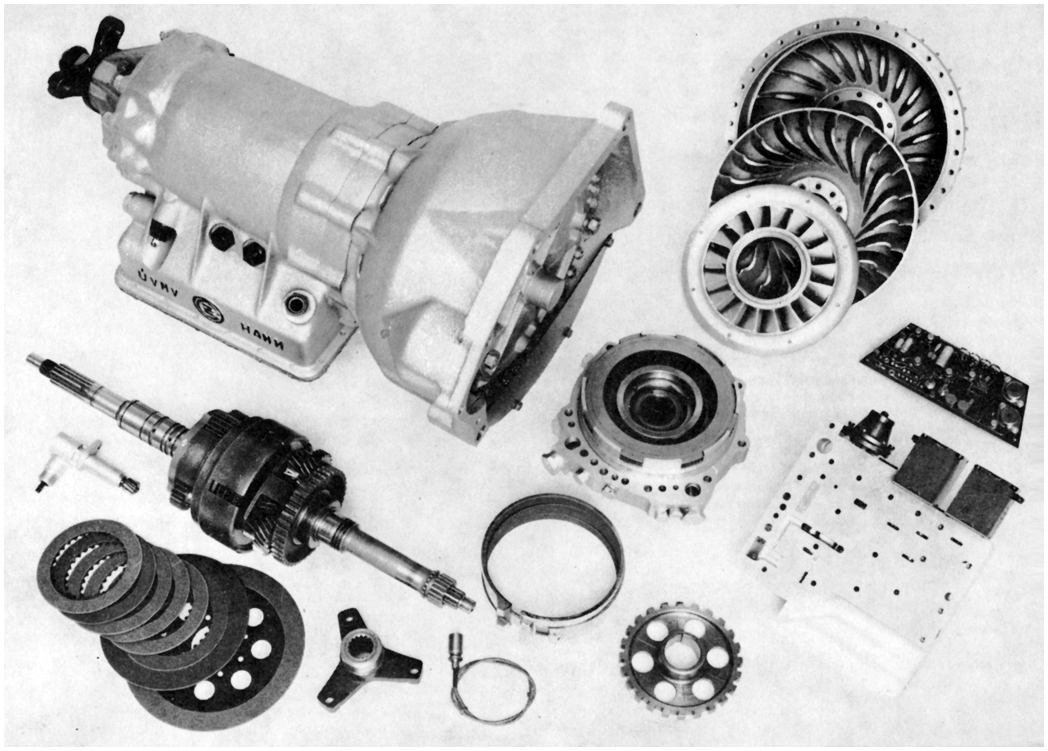
Конструкция простейшей гидромеханической планетарной АКП

Автоматическая коробка переключения передач (АКПП) в широком смысле — коробка передач, устройство и механика работы которой позволяют ей в процессе движения транспортного средства самостоятельно определять наиболее подходящее доступное передаточное отношение, переходить (переключаться) с одного передаточного отношения на другое, обеспечивать упрощённую для водителя процедуру трогания с места автоматически, наиболее оптимально подстраивая внешнюю скоростную характеристику двигателя под заданную водителем скорость движения в текущих дорожных условиях. АКП есть один из двух (наравне с механической коробкой) широко распространённых типов коробок передач, применяемых на разноплановых колёсных, гусеничных и рельсовых транспортных средствах.
Конструкция современных АКП может сильно различаться, но ввиду того, что в исторической ретроспективе подавляющее большинство АКП сделаны на основе планетарных коробок передач в сборе с гидротрансформатором, под АКП по умолчанию (если не оговорено особо) понимается именно подобная конструкция. Данная статья посвящена в первую очередь именно такой автоматической трансмиссии — чтобы отличить её от распространяющихся в 2000-е годы роботов и вариаторов, её называют «гидромеханическая трансмиссия», «гидроавтомат», «планетарный автомат», «классический автомат».

## История
К появлению классической гидромеханической автоматической коробки передач привели три изначально независимые линии разработок, которые были впоследствии объединены в её конструкции.

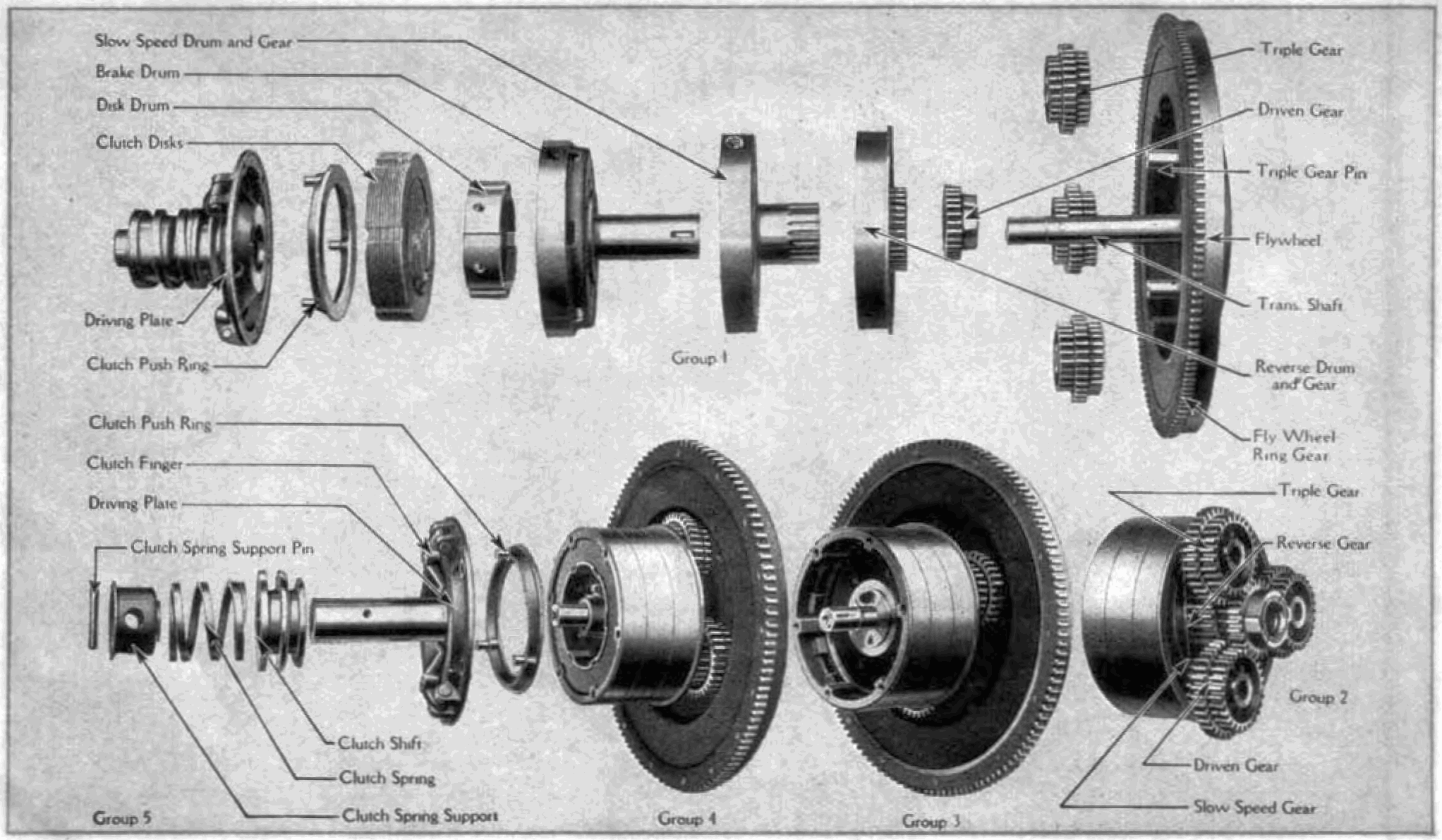
Части планетарной механической коробки передач, устанавливавшейся на Ford T.

Наиболее ранней из них можно считать применявшиеся на некоторых конструкциях автомобилей первой четверти XX века, в том числе — Ford T, планетарные механические коробки передач. Хотя и всё ещё требующие от водителя определённого навыка для своевременного и плавного включения в работу соответствующей передачи (например, на двухступенчатой планетарной КП Ford T это осуществлялось при помощи двух ножных педалей, одна переключала низшую и высшую передачу, вторая включала задний ход), они уже позволяли довольно значительно упростить его работу, особенно в сравнении с использовавшимися в те годы коробками передач традиционного типа без синхронизаторов.
Хронологически вторым направлением разработок, приведшим впоследствии к появлению автоматической коробки передач, можно назвать работы по созданию полуавтоматических коробок передач, в которых была автоматизирована часть действий по переключению передач или для переключения передач был применён сервопривод.

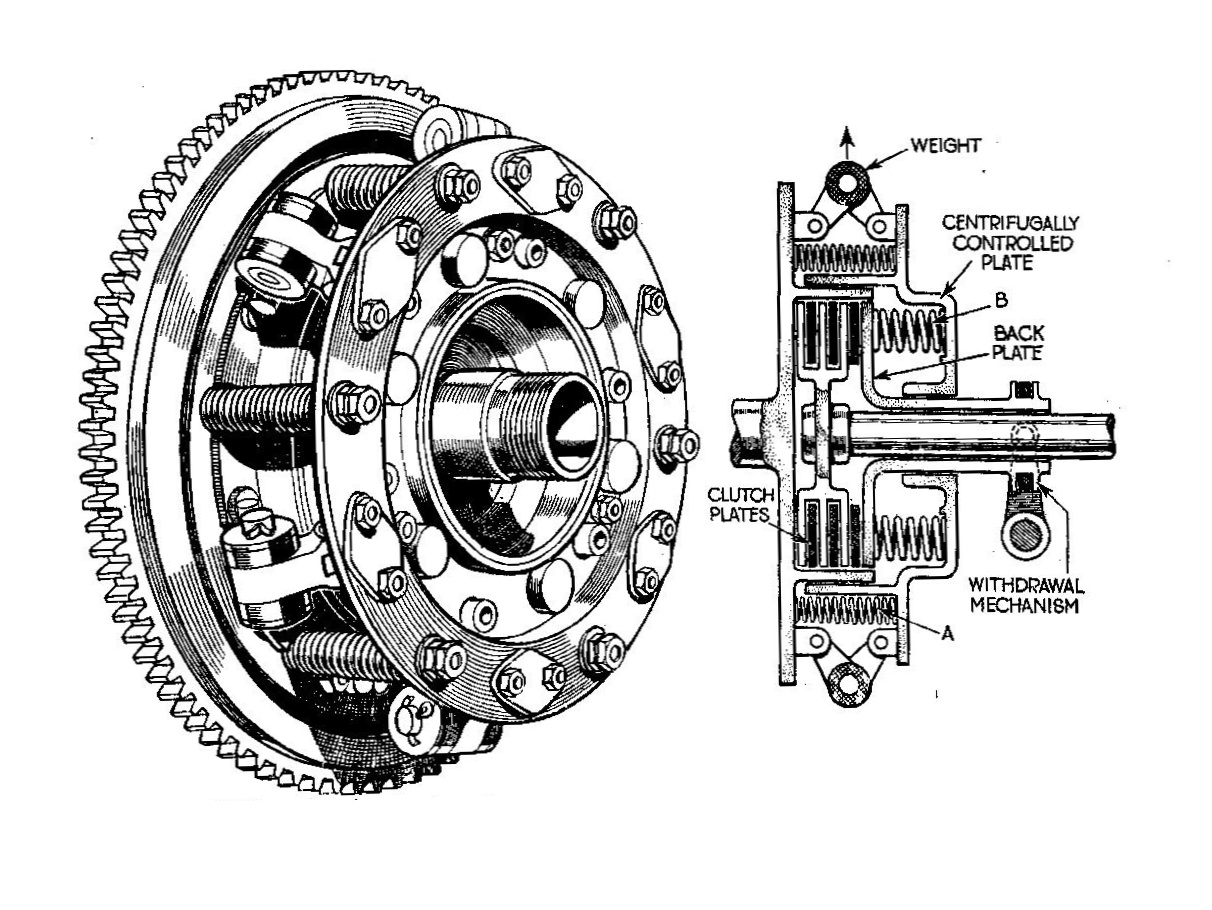
Центробежное сцепление Newton.

В большинстве случаев автоматизировалось управление сцеплением, что было наиболее просто с технической точки зрения, но при этом давало ощутимый эффект с точки зрения упрощения вождения. Так, на некоторых довоенных автомобилях механический привод сцепления от педали заменялся либо дополнялся автоматическим от центробежного автомата — в качестве примера можно назвать центробежное автоматическое сцепление Traffic Clutch британской фирмы Talbot, или Newton, использовавшееся фирмой British Riley. В настоящее время подобные конструкции используются на скутерах. Реже использовался вакуумный привод сцепления от разрежения во впускном коллекторе двигателя — уже в послевоенные годы этот принцип был усовершенствован и положен в основу работы популярного в странах Западной Европы на рубеже 1950—1960-х годов автоматического сцепления Saxomat.
В середине 1930-х годов американские фирмы Reo и General Motors практически одновременно представили полуавтоматические КП собственной разработки. Наиболее интересна из них была КП разработки GM — как и появившиеся позднее автоматические коробки передач, она использовала планетарный механизм, работой которого управляла гидравлика в зависимости от скорости автомобиля. Это был непосредственный предшественник более поздних полностью автоматизированных КП этой фирмы.
Планетарный механизм был очень удобен для конструкторов автоматических передач в том отношении, что для управления его передаточным числом и направлением вращения выходного вала, осуществляемого за счёт торможения отдельных частей планетарной передачи, могли быть использованы сравнительно небольшие, и притом постоянные, усилия, с задействованием в качестве исполнительных механизмов фрикционов и ленточных тормозов, управление которыми при помощи сервоприводов в те годы не вызывало особых затруднений, так как уже было хорошо отработано, к примеру, на танках, где фрикционы использовались для разворота. Кроме того, отсутствовала необходимость выравнивать скорости отдельных элементов, так как все шестерни планетарной передачи находятся в постоянном зацеплении. В противоположность этому, автоматизация «классической» механической коробки передач, при всей логичности такого решения, в те годы встречала целый ряд существенных затруднений, в первую очередь связанных именно с отсутствием подходящих для используемого в ней принципа переключения передач сервоприводов: для перемещения шестерён или муфт включения и введения их в зацепление друг с другом требовались надёжные и быстродействующие исполнительные механизмы, обеспечивающие достаточно большие усилия и рабочие ходы — намного большие, чем требуемые для сжатия блока фрикционов или затягивания ленточного тормоза. Удовлетворительное решение задача их создания получила лишь ближе к середине 1950-х годов, а пригодное для массовых моделей — только в последние десятилетия, в частности, после появления многоконусных синхронизаторов, вроде используемых в коробках передач типа DSG. Существенные проблемы вплоть до появления современной управляющей электроники на основе микрокомпьютеров вызывало и создание управляющего блока, обеспечивающего плавное автоматизированное переключение передач МКПП с разобщением двигателя и трансмиссии, что требовало весьма сложного алгоритма работы с отслеживанием множества различных параметров; планетарная передача позволяет обойтись значительно более простой логикой переключения передач, удовлетворительно реализуемой при помощи аналоговых управляющих устройств, использующих для своей работы гидравлику.

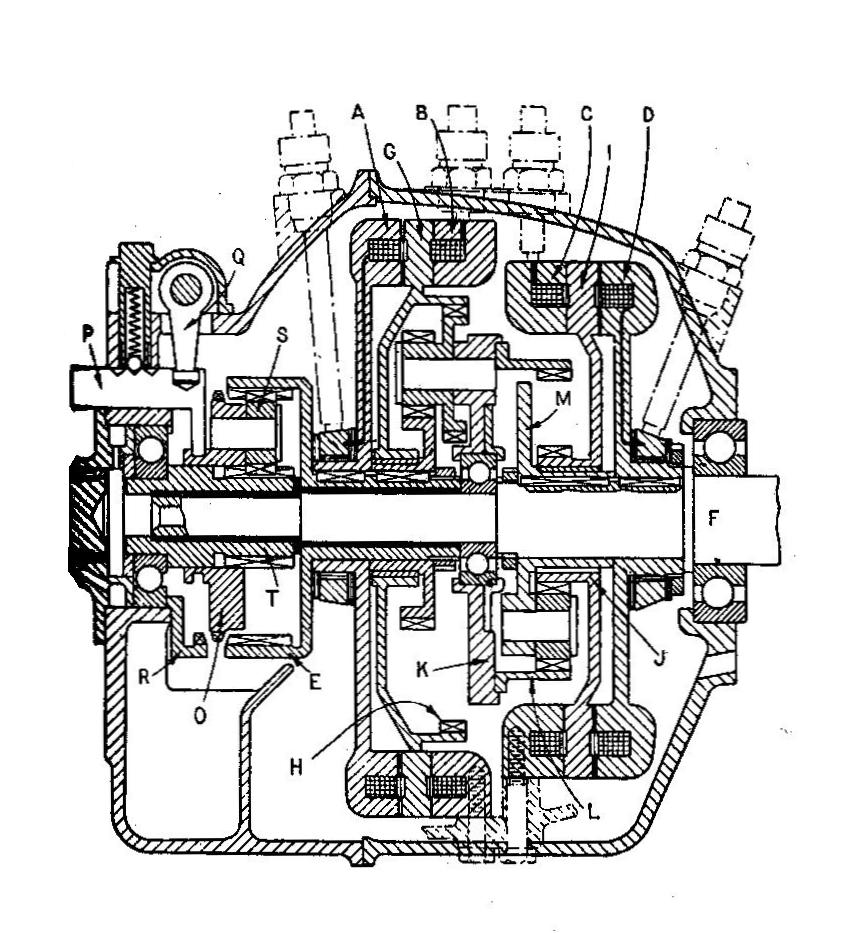
Электромеханическая коробка передач «Коталь».

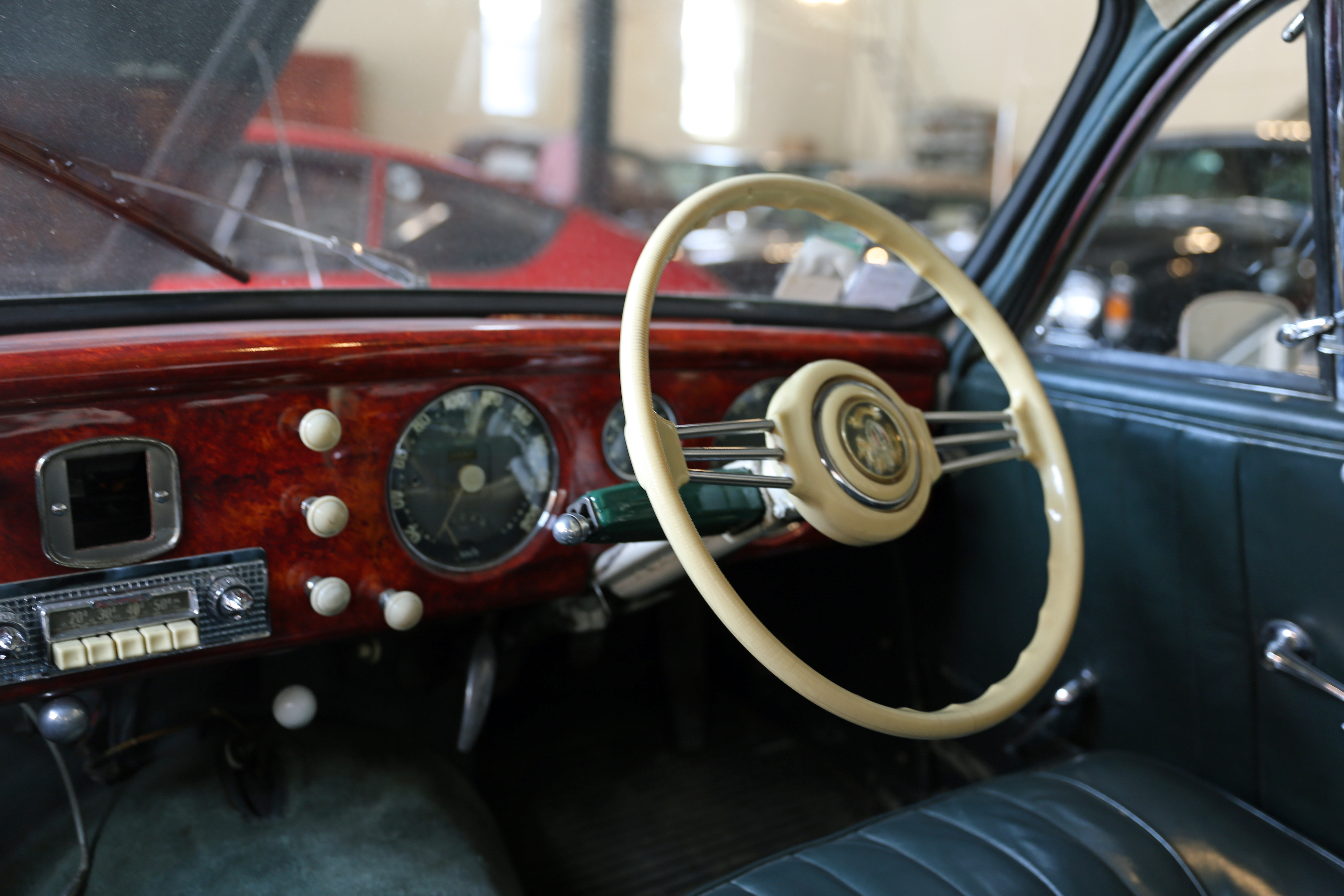
Рычаг переключения коробки передач «Коталь», расположенный на рулевой колонке (на фото в центре).

Особое место среди предшественников автоматических коробок передач занимает электромеханическая планетарная коробка передач «Коталь», устанавливавшаяся на некоторых дорогих европейских автомобилях 1930-х годов — таких марок, как Delage или Delahaye. В ней имелось три планетарных механизма — два для четырёх передач переднего хода и третий для обеспечения движения назад (при котором также были доступны четыре передачи) и нейтрали. Управление осуществлялось электрическим приводом с электромагнитными дисками в качестве исполнительного механизма, при переключении передач по-прежнему происходило разобщение двигателя с трансмиссией. Выбор передач осуществлялся водителем вручную при помощи небольшого рычажка, установленного на рулевой колонке или ступице рулевого колеса. Эта коробка была дорога, не отличалась надёжностью — срок её службы до переборки даже при регулярном обслуживании не превышал нескольких лет — и даже могла вызвать возгорание из-за перегрева, кроме того — в то время, до появления микрокомпьютеров, автоматизация переключения передач гидравликой могла быть реализована намного проще, чем электрическим приводом, поэтому дальнейшего развития это направление не получило.

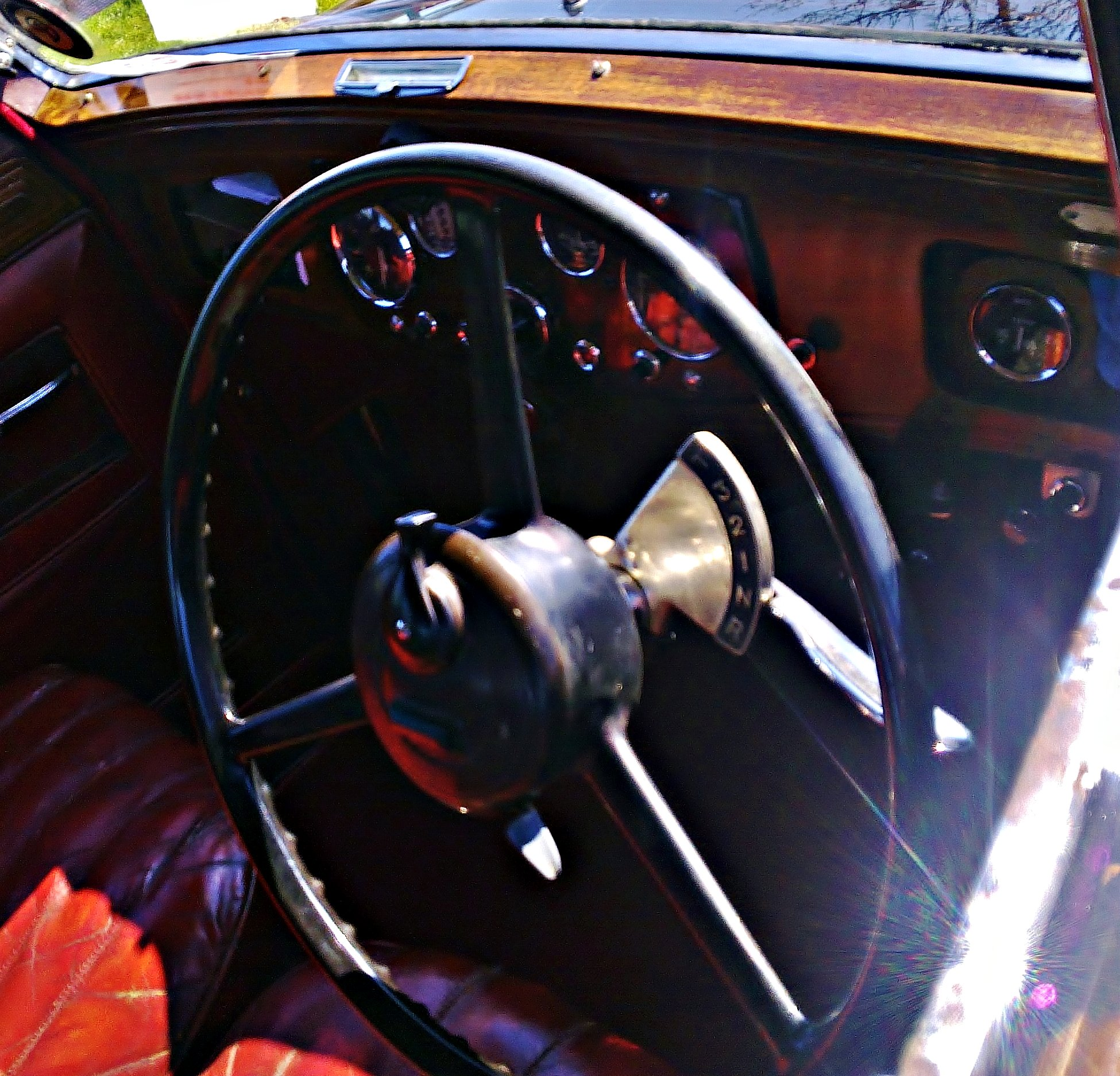
Рычаг переключения передач преселекторной коробки системы Уильсона, один из прототипов классического селектора-квадранта будущих автоматических коробок передач.

В планетарной коробке передач типа «Уильсон», изначально разработанной Уолтером Г. Уильсоном для танка Mark V и впоследствии устанавливавшейся на британские автомобили марок Daimler, Lanchester и BSA, для торможения элементов планетарного механизма были применены ленточные тормоза. Выбор передачи осуществлялся подрулевым рычажком, а непосредственно включение передачи — нажатием на педаль. Коробка Уильсона была преселекторной, то есть, водитель мог заранее выбрать нужную передачу, которая включалась только после нажатия на педаль переключения передачи, располагавшуюся обычно на месте педали сцепления — без необходимости точно координировать действия рычагом и педалью, что упрощало вождение и ускоряло переключения, особенно по сравнению с тогдашними не синхронизированными механическими коробками передач. Данная конструкция нашла применение также на английской и иностранной бронетехнике — в частности, выпускавшаяся по лицензии планетарная преселекторая КП типа Praga-Wilson устанавливалась на чехословацкие танки.
Преселекторная коробка передач Уильсона является примером программируемого механического устройства: положением рычажка водитель выбирал один из заложенных в неё алгоритмов, который исполнялся при нажатии на педаль, включая соответствующую передачу.
Схожим образом действовала преселекторная коробка передач производства фирмы de Normanville (впоследствии — Laycock-de Normanville), отличавшаяся использованием гидропривода для управления тормозами, что позволило исключить педаль переключения передачи — передача включалась автоматически в момент её выбора. Она устанавливалась на некоторые модели британской марки Humber.
Фирма «Майбах» пошла по иному пути: в её коробке передач была применена система вакуумных сервоприводов с поршнями, управляемыми золотниками, которые перемещали отвечающие за переключение передач кулачковые муфты. По сути это была кулачковая механическая коробка передач с сервоприводом. Похожим образом работала и коробка передач фирмы Bendix, устанавливавшаяся на автомобилях Hudson, но в ней для управления вакуумной системой использовался электромеханический привод.
В целом, все частично автоматизированные коробки передач первого поколения отличались большой сложностью и дороговизной, а также — как правило низкими надёжностью и долговечностью, что едва ли окупало некоторое повышение комфорта вождения. Их распространение в основном пришлось на эпоху несинхронизированных механических коробок передач, управление автомобилем с которыми было достаточно тяжёлым трудом, требующим от водителя существенного навыка. Состоятельные покупатели дорогих автомобилей с частично автоматизированными коробками передач ценили возможность переключать передачи без излишних усилий и выравнивания скоростей шестерён «по ощущениям», как это требовалось с обычной несинхронизированной коробкой передач, при этом могли позволить себе не обращать внимания на их недостатки. После широкого распространения синхронизаторов они практически перестали применяться, так как обычная синхронизированная коробка передач позволяла переключать передачи со вполне сравнимым удобством при намного меньшей сложности и дороговизне, а в случае использования автоматического привода сцепления, вроде системы Saxomat, и вовсе становилась в этом отношении полностью им аналогична. Тем не менее, многие из применённых в них конструктивных решений были очень интересны с чисто-технической точки зрения и впоследствии получили развитие.

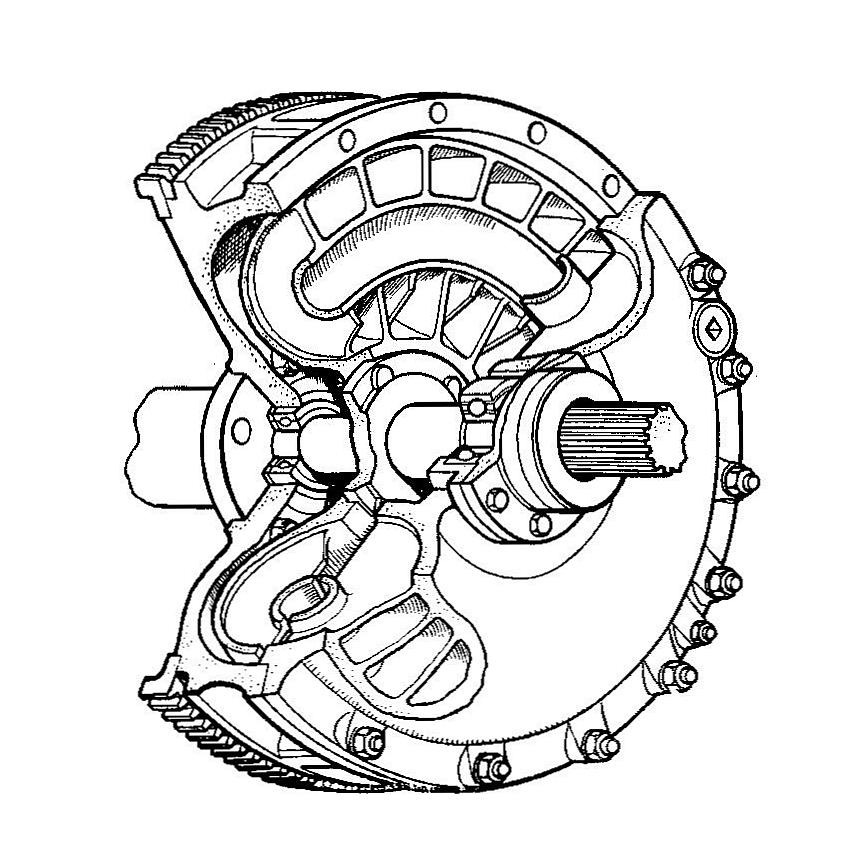
Гидромуфта (fluid flywheel) из трансмиссии автомобиля Daimler Conquest, оснащавшегося преселекторной механической КП. Великобритания, 1935 год.

Третьей линией разработок было внедрение в трансмиссию гидравлического элемента, смягчающего толчки при переключении передач, что в те годы, при сравнительно примитивной управляющей автоматике, не способной гибко приспосабливаться к различным условиям движения, было необходимым условием создания успешной автоматической передачи.
Здесь примером могут служить коробки передач корпорации Chrysler. Первые разработки относились к 1930-м годам, но массовое распространение гидромеханические передачи получили на автомобилях этой фирмы лишь в последние предвоенные и послевоенные годы (то есть, уже после появления самых первых автоматических гидромеханических передач). Помимо введения в конструкцию гидромуфты (позднее заменённой гидротрансформатором), она отличалась тем, что параллельно с двухступенчатой обычной механической коробкой передач в ней работал автоматически включающийся овердрайв (повышающая передача с передаточным числом меньше единицы). Таким образом, хотя с технической точки зрения это была механическая коробка передач с гидравлическим элементом и овердрайвом, производителем она заявлялась как полуавтоматическая.
Она несла обозначение М4 (на довоенных моделях, коммерческие обозначения — Vacamatic или Simplimatic) и M6 (с 1946 года, коммерческие обозначения — Presto-Matic, Fluidmatic, Tip-Toee Shift, Gyro-Matic и Gyro-Torque) и изначально представляла собой комбинацию трёх агрегатов — гидромуфты, традиционной механической коробки передач с двумя ступенями переднего хода, и автоматически (на М4 вакуумным, на М6 электрическим приводом) включающегося овердрайва (повышающей передачи).
Каждый блок этой коробки передач имел своё назначение:
- гидромуфта делала трогание автомобиля с места плавнее, позволяла «бросать сцепление» и останавливаться, не выключая передачи или сцепления. Позднее она была заменена гидротрансформатором, который увеличивал крутящий момент и значительно улучшал динамику автомобиля по сравнению с гидромуфтой, с характерными для неё большими потерями энергии из-за пробуксовки насосного и турбинного колёс;
- механическая коробка передач служила для выбора рабочего диапазона КП в целом. Существовало три рабочих диапазона — нижний (англ. Low), верхний (англ. High) и заднего хода (англ. Reverse);
- овердрайв автоматически включался в работу при превышении автомобилем определённой скорости, таким образом, переключая передачи внутри текущего диапазона; в каждом диапазоне было две передачи, итого давая 4 передачи переднего хода: I — Low, II — Low-Overdrive, III — High, IV — High-Overdrive.

Переключение диапазонов работы производилось обычным рычагом, расположенным на рулевой колонке. Поздние варианты переключателя имитировали характерный для настоящих АКП указатель-квадрант диапазона над рычагом — хотя сам процесс выбора передач не претерпел изменений. Педаль сцепления имелась, но использовалась только для выбора диапазона и была окрашена в красный цвет.
Трогаться в обычных дорожных условиях рекомендовалось в диапазоне High, то есть, на второй передаче двухступенчатой МКП и третьей передаче трансмиссии в целом — крутящий момент многолитровых шести- и восьмицилиндровых двигателей Chrysler это вполне позволял. На подъёме и при движении по грязи необходимо было начинать движение с диапазона Low, то есть, с пониженной первой передачи. После превышения определённой скорости (варьировалась в зависимости от конкретной модели) и окончания интенсивного разгона, что определялось по отпусканию водителем педали акселератора, происходило автоматическое переключение на вторую передачу за счёт включения овердрайва (сама МКП оставалась при этом на первой передаче). При необходимости водитель переключался на верхний диапазон, при этом включалась в большинстве случаев сразу четвёртая передача (так как овердрайв уже был включён для получения второй передачи). Перебрать все имеющиеся четыре передачи подряд при практическом вождении было почти невозможно, хотя трансмиссия формально считалась четырёхступенчатой. Для этого было нужно начать движение в режиме Low, затем отпустить педаль акселератора для переключения на Low-Overdrive, после чего при переключении в диапазон High выжать педаль акселератора до отказа («кикдаун»), что отключало овердрайв, в результате чего трансмиссия оказывалась на третьей скорости — High, а не сразу на High-Overdrive.
Диапазон задних передач также включал две передачи и включался, как обычно, после полной остановки автомобиля с выжатым сцеплением.
Таким образом, с точки зрения водителя езда на автомобиле с такой коробкой передач очень напоминала езду на машине с двухступенчатой АКП, с той разницей, что переключение между диапазонами L и H происходило с нажатием сцепления.
Коробка передач данного типа ставились с завода или были доступна как опция на автомобилях всех подразделений корпорации Chrysler 1940-х — начала 1950-х годов. После появления настоящей автоматической двухступенчатой коробки передач PowerFlite, а позднее — и трёхступенчатой TorqueFlite, полуавтоматические КП семейства Fluid-Drive были сняты с производства. В последний раз они были установлены в 1954 году на самой дешёвой марке корпорации — Plymouth. Фактически они стали переходным звеном от МКП к гидродинамическим автоматическим передачам и служили для «обкатки» технических решений, позднее использовавшихся на них.

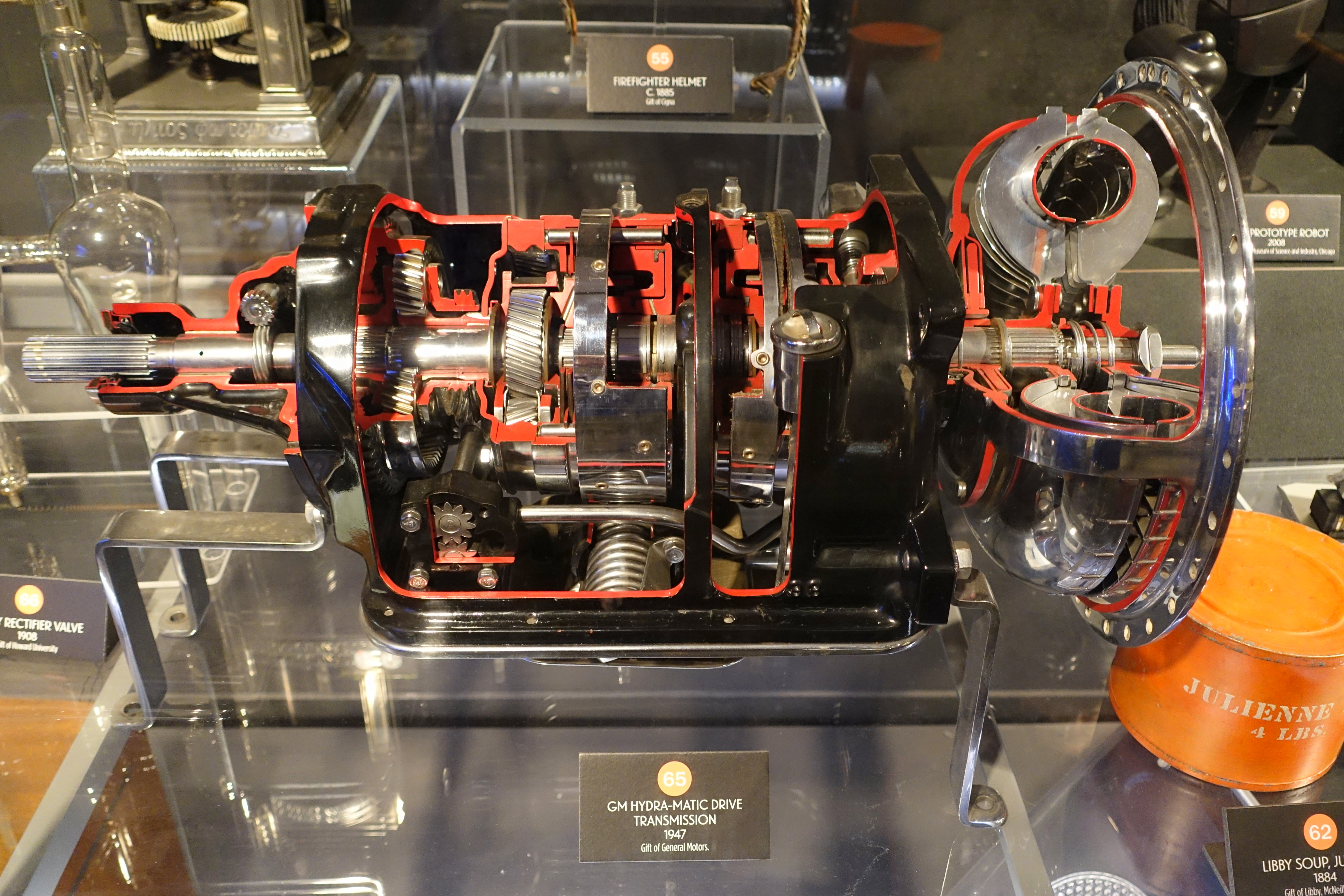
GM Hydra-Matic — первая в мире массовая автоматическая коробка передач.

Однако первую в мире полностью автоматическую коробку передач создала другая американская фирма — General Motors. В 1939-м модельном году таковая стала доступна в виде опции на автомобилях марки Oldsmobile, затем Cadillac, впоследствии — Pontiac. Она несла коммерческое обозначение Hydra-Matic и представляла собой комбинацию гидромуфты и четырёхступенчатой планетарной коробки передач с автоматическим гидравлическим управлением. Система управления учитывала такие факторы, как скорость автомобиля и положение дроссельной заслонки. Hydra-Matic использовалась не только на автомобилях всех подразделений GM, но и на автомобилях таких марок, как Bentley, Hudson, Kaiser, Nash и Rolls-Royce, а также некоторых моделях военной техники. С 1950 по 1954 год автомобили Lincoln также снабжались АКП Hydra-Matic. Впоследствии немецкий производитель Mercedes-Benz разработал на её основе весьма похожую по принципу работы четырёхступенчатую АКП, хотя и имеющую значительные конструктивные отличия.
В 1956 году GM представила усовершенствованную АКП Jetaway, которая отличалась использованием двух гидромуфт вместо одной у Hydra-Matic. Это позволило сделать переключения передач значительно более плавными, но привело к большому снижению КПД. Кроме того, на ней появился режим парковки (положение селектора «P»), в котором трансмиссия блокировалась специальным стопором. На Hydra-Matic блокировку включал режим заднего хода «R».
C 1948-го модельного года на автомобилях Buick (марка, принадлежащая GM) стала доступна двухступенчатая АКП Dynaflow, отличавшаяся использованием гидротрансформатора вместо гидромуфты. Впоследствии появились подобные КП на автомобилях марок Packard (1949) и Chevrolet (1950). По замыслу их создателей, наличие гидротрансформатора, имеющего свойство повышать крутящий момент, компенсировало недостаток третьей передачи.
Уже в начале 1950-х годов появляются трёхступенчатые АКП с гидротрансформатором разработки фирмы Borg-Warner (первая передача у них использовалась только в режиме Low, при обычном вождении трогание происходило на второй передаче). Они и их производные использовались на автомобилях фирм American Motors, Ford, Studebaker и других, как в США, так и за их пределами, например International Harvester, Volvo и Jaguar. Многие из заложенных в её конструкцию идей были также использованы в СССР при проектировании автоматических гидромеханических передач Горьковского автозавода, устанавливавшихся на автомобилях «Волга» и «Чайка», и западногерманской фирмой ZF при проектировании её первой АКП 3HP-12.
В 1953 году свою двухступенчатую АКП PowerFlite представил и Chrysler. С 1956 года в дополнение к ней стала доступна трёхступенчатая TorqueFlite. Из всех ранних разработок, модели фирмы Chrysler нередко называют наиболее удачными и совершенными.
С 1953 года западногерманская фирма Borgward-Lloyd ставила автоматические коробки передач на часть своих автомобилей, в основном моделей Hansa 1800 и 2400, а также лимузин Pullman. Двухступенчатые коробки передач выпускались самой компанией, а более поздние четырёхступенчатые Hansamatic — поставлялись британской фирмой Hobbs. Эти коробки передач имели в целом тот же принцип действия, что и американские — в них использовался планетарный механизм, работой которого управляла гидравлическая система, состоящая из насоса и блока клапанов. Однако существенное отличие составляло отсутствие в их конструкции гидротансформатора, вместо которого на маховик двигателя устанавливались два сцепления (A и B), участвовавших в переключении передач, наряду с тремя связанными с элементами планетарного механизма тормозами. Четвёртая передача в этой коробке была прямой, при этом включались оба сцепления, а все тормоза отпускались, и крутящий момент передавался с первичного на вторичный вал напрямую, без потерь. Автомобили Hansa 1800, Hansa 2400 и Pullman имели сравнительно маломощные двигатели (60 и 82 л. с.), для которых потери в гидравлическом элементе трансмиссии были бы весьма чувствительны и привели бы к резкому ухудшению динамических качеств, кроме того, коробка Hansamatic была значительно проще по конструкции, чем аналогичные американские, более проста и технологична в производстве. Однако эта конструкция не получила широкого распространения, поскольку существенно уступала традиционной АКПП по многим параметрам.
В середине 1960-х годов окончательно утвердилась, а в США была законодательно зафиксирована, современная схема переключения диапазонов АКП — P-R-N-D-L. В прошлое ушли кнопочные переключатели диапазонов и старые модели без парковочной блокировки.
К концу 1960-х годов ранние образцы двух- и четырёхступенчатых АКП в США уже практически повсеместно вышли из употребления, уступая место трёхступенчатым с гидротрансформатором. Совершенствовались и используемые эксплуатационные жидкости — например, с конца 1960-х годов из её состава была исключена дефицитная китовая ворвань, заменённая синтетическими материалами.
В 1980-е годы повышение требований к экономичности автомобилей привело к возвращению четырёхступенчатых АКП, четвёртая передача в которых имела передаточное число меньше единицы («овердрайв»). Кроме того, получают распространение блокирующиеся на большой скорости гидротрансформаторы, позволяющие ощутимо повысить КПД трансмиссии за счёт снижения потерь, возникающих в её гидравлическом элементе.
В конце 1980—1990-е годы происходит компьютеризация систем управления двигателем. Эти же системы, либо аналогичные им, стали применяться и для управления переключением передач. Если прежние системы управления использовали лишь гидравлику и механические клапаны, то теперь потоками жидкости управляют соленоиды, контролируемые компьютером. Это позволило как сделать переключения более плавными и комфортными, так и улучшить экономичность за счёт повышения эффективности работы трансмиссии. Кроме того, на некоторых автомобилях появляются «спортивные» режимы работы АКП, или возможность вручную управлять коробкой передач («Типтроник» и аналогичные системы). Появляются первые пятиступенчатые АКП. Совершенствование расходных материалов позволяет на многих АКП устранить процедуру замены масла в процессе эксплуатации автомобиля, так как ресурс залитого в её картер на заводе масла стал сравним с ресурсом самой коробки передач.
В 2002 году на BMW седьмой серии появляется шестиступенчатая АКП разработки ZF (ZF 6HP26). В 2003 году Mercedes-Benz создаёт первую семиступенчатую АКП 7G-Tronic. В 2007 году Toyota представила Lexus LS460 с восьмиступенчатой трансмиссией. В 2013 году компания Mercedes-Benz представила первую 9-ступенчатую автоматическую коробку передач 9G-Tronic, установленную на автомобиль E350 BlueTEC. В том же году Land Rover объявил о скором появлении на своих автомобилях 9-ступенчатой автоматической коробки передач, разработанной компанией ZF, первой её получит в 2014 году обновлённая модель Evoque.

## Конструкция гидромеханической АКП

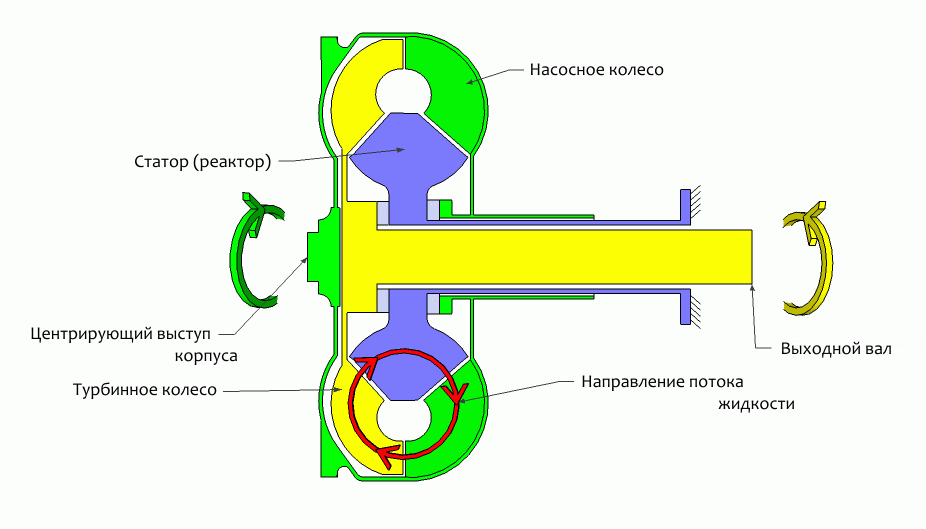
Гидротрансформатор

Гидротрансформатор АКП всегда представляет собой так называемую «комплексную гидропередачу» — то есть гидропередачу, способную работать и как гидротрансформатор и как гидромуфта. Название такой гидропередачи гидротрансформатором не совсем корректно, но в контексте АКП оно общеупотребимо и поэтому допустимо. Гидротрансформатор позволяет разорвать поток мощности внутри себя и тем самым выполняет функцию сцепления. Именно за счёт гидротрансформатора обеспечивается возможность кратковременной остановки автомобиля без необходимости перевода АКП в режим нейтрали. Гидротрансформатор позволяет увеличивать крутящий момент в зависимости от нагрузки, что является преимуществом любой гидромеханической АКП. Гидротрансформатор сглаживает крутильные колебания от двигателя. Также именно гидротрансформатор обеспечивает возможность так называемого «ползущего режима», когда автомобиль на холостом ходу мотора, может двигаться с очень низкой скоростью. Ради экономии топлива гидротрансформатор блокируется на подавляющем большинстве режимов движения, с 20 км или со второй скорости. На АКП автобусов и гусеничных машин возможно использование гидротрансформатора в качестве гидродинамического тормоза. Заполнение жидкостью гидротрансформатора происходит из общей гидросистемы АКП. По умолчанию гидротрансформатор располагается между двигателем и самой КП, но в трансмиссиях грузовых автомобилей, автобусов и гусеничных машин гидротрансформатор также может располагаться внутри самой АКП между планетарными рядами.
Блокировка гидротрансформатора представляет собой фрикционную гидроподжимную муфту, жёстко соединяющую насосное и турбинное колёса гидротрансформатора и встроенную в общую гидросистему АКП. Блокировка не является обязательным элементом АКП: она присутствует на всех современных АКП, но на АКП старых разработок (с четырьмя и менее передачами) её могло не быть. На современных АКП блокировка включается в работы на всех передачах переднего хода, начиная с первой. Мировым пионером подобного подхода стала компания Porsche, выпустив в 1990 году четырёхступенчтаую АКП Типтроник, на которой впервые блокировка могла работать на всех передачах. Блокировка как бы выключает гидротраснформатор из работы, переводит его в режим прямой передачи и повышает КПД всей системы. Также блокировка позволяет эффективно тормозить двигателем.

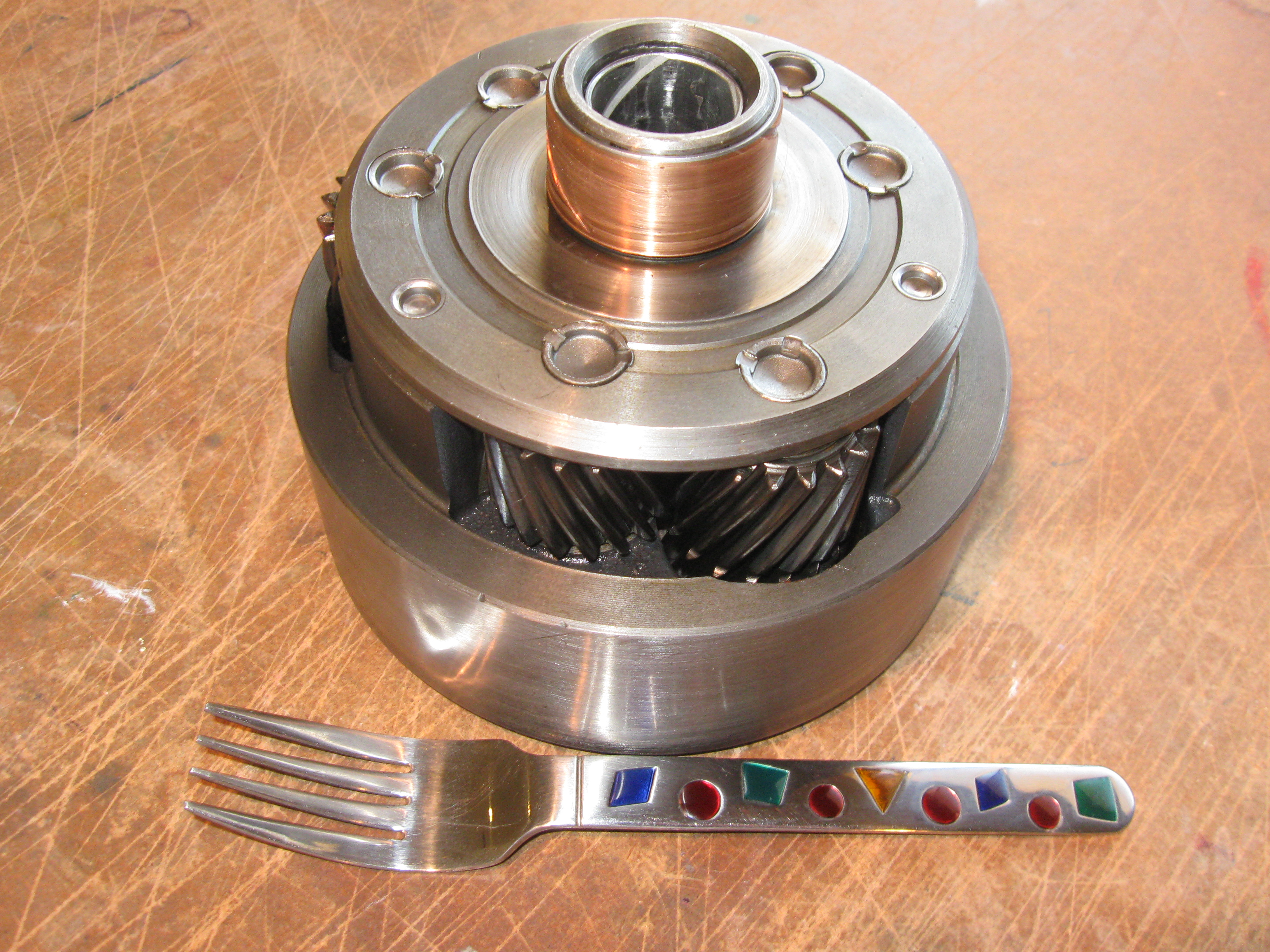
Компактная двухрядная планетарная передача типа Ровиньо

АКП (планетарная часть автоматической передачи) состоят из планетарных редукторов (они же планетарные ряды), фрикционных и обгонных муфт, соединительных валов и барабанов. Также иногда применяется тормозная лента, затормаживающая один из барабанов относительно корпуса коробки передач при включении той или иной передачи. Исключением являются редкие АКП, в которых вместо планетарной передачи использованы валы с цилиндрическими шестернями постоянного зацепления и включением передач индивидуальными гидроподжимными муфтами.
Фрикционные муфты (в обиходе иногда называются «пакетами фрикционов») осуществляют переключение передач сообщением или разобщением элементов АКП — входного и выходного валов и элементов планетарных редукторов, а также их затормаживанием на корпус АКП. Муфта выглядит как нечто среднее между сцеплением и синхронизатором в МКП и состоит из барабана и хаба, барабан имеет крупные прямоугольные шлицы внутри, хаб — крупные прямоугольные зубья снаружи. Между барабаном и хабом расположен пакет кольцеобразных фрикционных дисков, часть из которых выполнена из металла и имеет выступы снаружи, входящие в шлицы барабана, а часть — из пластмассы и имеет вырезы внутри, куда входят зубья хаба. Сообщение фрикционной муфты производится сжатием пакета дисков гидравлически кольцеобразным поршнем, установленным в барабане. Масло к цилиндру подводится через специальные отверстия (масляные каналы) в барабане, валах и корпусе АКП.
Обгонная муфта свободно проскальзывает в одном направлении и заклинивает с передачей момента в другом. Обычно состоит из внешнего и внутреннего колец и расположенного между ними сепаратора с роликами. Используется для снижения ударов во фрикционных муфтах при переключении передач (передача момента начинается только при повышении оборотов двигателя после переключения, приводящего к попытке одной из деталей планетарного редуктора вращаться в обратную сторону и заклиниванию её в обгонной муфте), а также для отключения торможения двигателем в некоторых режимах работы трансмиссии.
Пример кинематики включения передач в одной из АКП (Nissan Almera):
- задний ход: центр планетарного ряда 1 сообщён со входным валом, водило заторможено в корпусе пакетом, внешнее колесо исполнено в одной детали с водилом ряда 2 и глухо сообщено с выходным валом. Внешнее колесо ряда 2 не сообщено ни с чем, ряд 2 не передаёт момента;
- первая передача: центр планетарного ряда 1 не сообщён ни с чем, ряд 1 не передаёт момента. Центр ряда 2 глухо сообщён со входным валом, водило — с выходным, внешнее колесо сообщено пакетом с обгонной муфтой. При низких оборотах двигателя трансмиссия прокручивается в обгонной муфте, не передавая моментов, при высоких — внешнее колесо 2 затормаживается и ряд 2 передаёт момент. Первая передача с возможностью торможения двигателем включается так же, но с блокировкой обгонных муфт пакетами;
- вторая передача: центра ряда 1 заторможен в корпусе тормозной лентой, водило сообщено пакетом через обгонную муфту с внешним колесом ряда 2, внешнее колесо ряда 1 глухо сообщено с водилом ряда 2 и с выходным валом, центр ряда 2 глухо сообщён со входным валом. В этом режиме, в отличие от первой передачи, работают оба планетарных ряда, и внешнее колесо ряда 2 не заторможено в корпусе, а медленно вращается в прямом направлении, что даёт более высокое по сравнению с первой передачей передаточное число;
- третья передача: центр планетарного ряда 1 не сообщён ни с чем, ряд 1 не передаёт момента. Центр ряда 2 глухо сообщён со входным валом, водило — с выходным, внешнее колесо сообщено двумя пакетами и обгонной муфтой со входным валом. Весь ряд 2 крутится как единое целое (прямая передача). На второй и третьей передаче возможно включение блокировки обгонной муфты специально предусмотренным фрикционным пакетом, то есть включение торможения двигателем;
- четвёртая передача (ускоряющая): центр ряда 1 заторможен в корпусе тормозной лентой, водило сообщено пакетом со входным валом, внешнее колесо исполнено в одной детали с водилом ряда 2 и глухо сообщено с выходным валом. Внешнее колесо ряда 2 не сообщено ни с чем, ряд 2 не передаёт момента.

Устройство управления АКП представляет собой набор золотников (релейных клапанов), управляющих потоками масла к поршням тормозных лент и фрикционных муфт. Положения золотников задаются как вручную механически (клапан мануал) рукояткой селектора, так и автоматически. Автоматика бывает гидравлической или же электронной.
Гидравлическая автоматика использует давление масла от центробежного регулятора, соединённого с выходным валом АКП, а также давление масла от нажатой водителем педали газа. Это даёт автоматике информацию о скорости автомобиля и положении педали газа, на основании которой переключаются золотники.
Электронная автоматика использует соленоиды, перемещающие золотники. Кабели от соленоидов выходят вне пределов АКП и идут к расположенному где-то вне АКП блоку управления, иногда объединённому с блоком управления впрыском топлива и зажиганием. Решение о перемещении соленоидов принимается электроникой на основе информации о положении педали газа и скорости автомобиля, а также положении рукоятки селектора.
В некоторых случаях предусмотрена работоспособность АКП даже при полном выходе из строя электронной автоматики, но только с третьей передачей переднего хода, или же со всеми передачами переднего хода, но с необходимостью их ручного переключения рукояткой селектора

### Характеристики
Средним временем переключения для большинства серийных автомобилей является время порядка 130—150 мс, для суперкаров — 50—60 мс, у болидов Формула-1 — 25 мс.

### Режим ручного управления
Некоторые автоматические коробки передач имели режим ручного управления, в котором водитель может переключать передачи по собственному усмотрению, как в механической коробке передач — при помощи либо переведённого в особое положение штатного селектора, либо отдельного органа управления (клавиши, подрулевые «лепестки» и тому подобное). Подобный функционал был реализован ещё на самых ранних автоматических коробках передач — например, в 1966 году Ford на модели Fairlane GT/A предлагал Sport Shift, вариант автоматической коробки передач Cruise-O-Matic, в котором имелась возможность перебрать все три имеющиеся передачи, тронувшись с места в режиме «1» (только первая передача), а затем — последовательно переключаясь в режимы «2» (только вторая передача) и D (при этом коробка сразу переключалась на третью передачу). Однако из-за низкого удобства в использовании широкого распространения такие конструкции не получили.
Более удачным оказался TipTronic — режим работы АКП с ручным переключением передач, реализованный компанией Porsche. В некоторых странах СНГ слово «типтроник» часто используется в качестве общего для всех аналогичных конструкций других производителей, хотя оно и является торговой маркой Porsche (другие производители называют аналогичные конструкции иначе).
В этом режиме выбор передачи осуществляется водителем вручную подталкиванием рычага селектора в направлениях «+» и «-» — переход на следующие передачи вверх и вниз. В канонической конструкции автоматически осуществляется только понижение передачи при падении оборотов двигателя до холостых. Трансмиссии ряда производителей, кроме того, автоматически повышают передачу при достижении предельных оборотов двигателя. Механически коробка передач при этом такая же, как и обычная АКП, изменён только рычаг селектора и автоматика управления. Признак TipTronic-подобных АКП — Н-образный вырез для перемещения рычага селектора а также символы + и -.

## Управление работой АКП

### Виды селекторов
Селектор позволяет водителю выбрать текущий режим работы АКП. Расположение рычага селектора может быть различным.

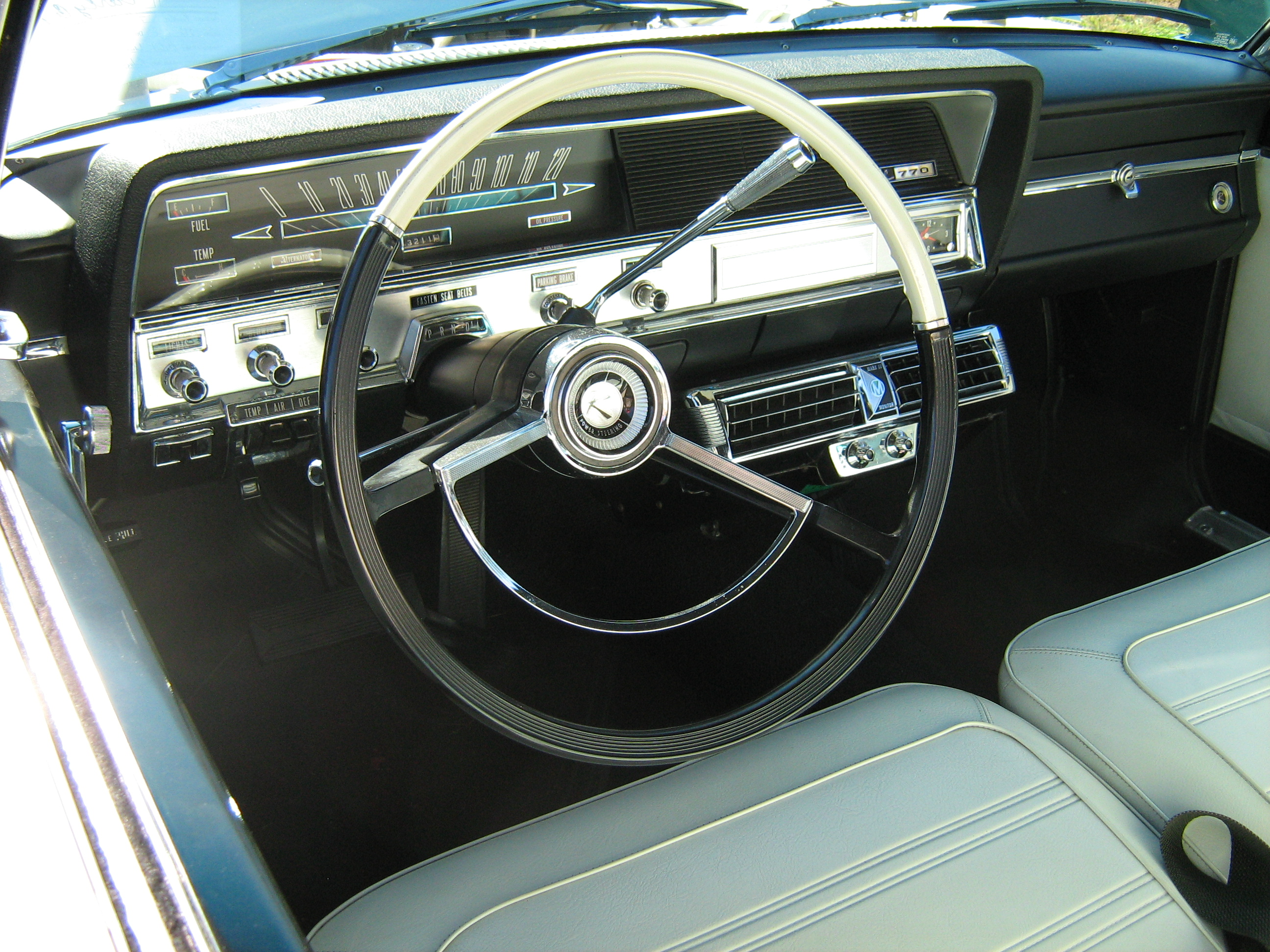
Американский автомобиль AMC Rambler Classic 770 с подрулевым селектором АКП

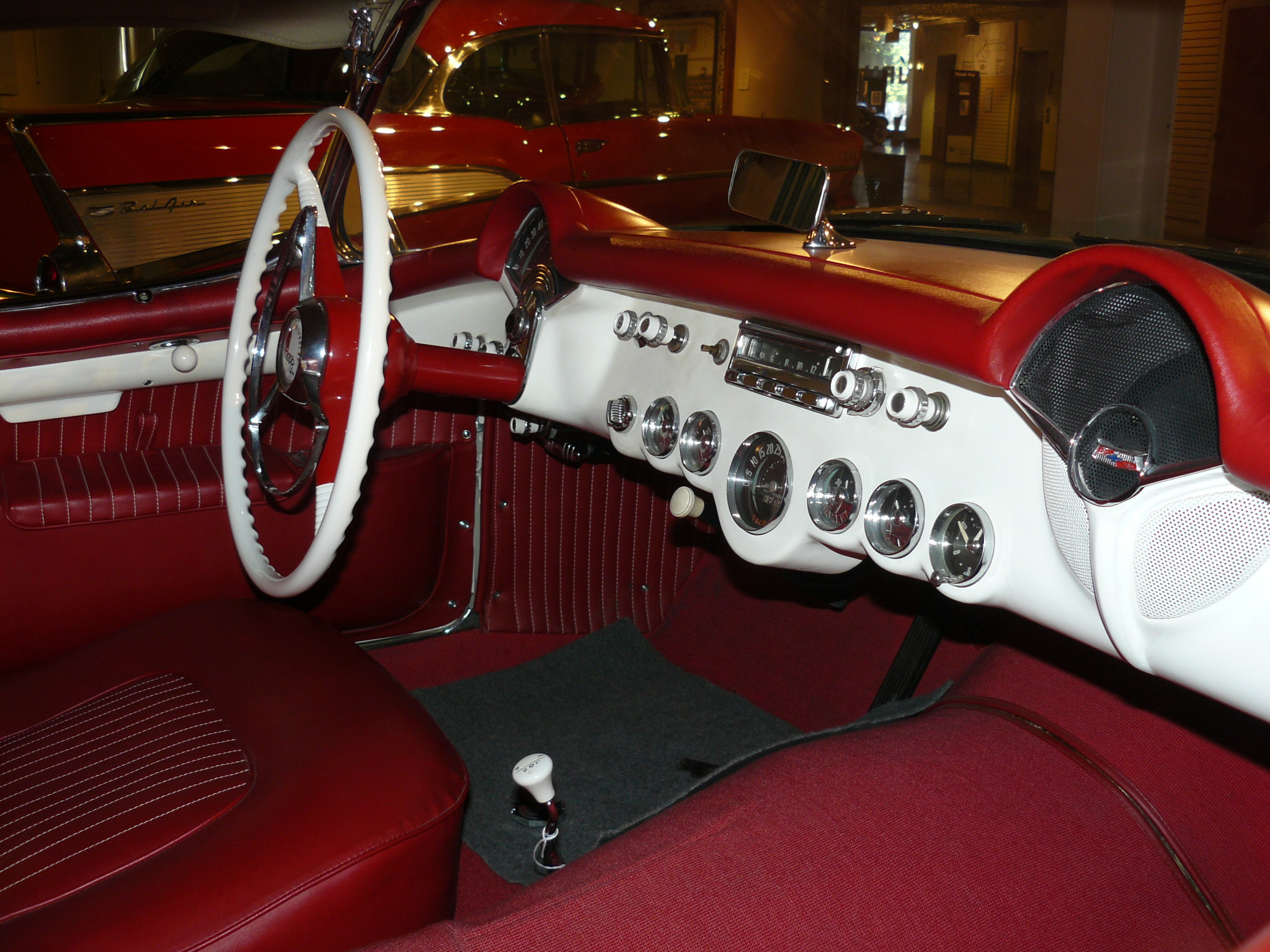
Напольный селектор на Chevrolet Corvette. Раскладка режимов работы — R-L-D-N-P, для перехода в режимы R и P рычаг нужно было потянуть на себя

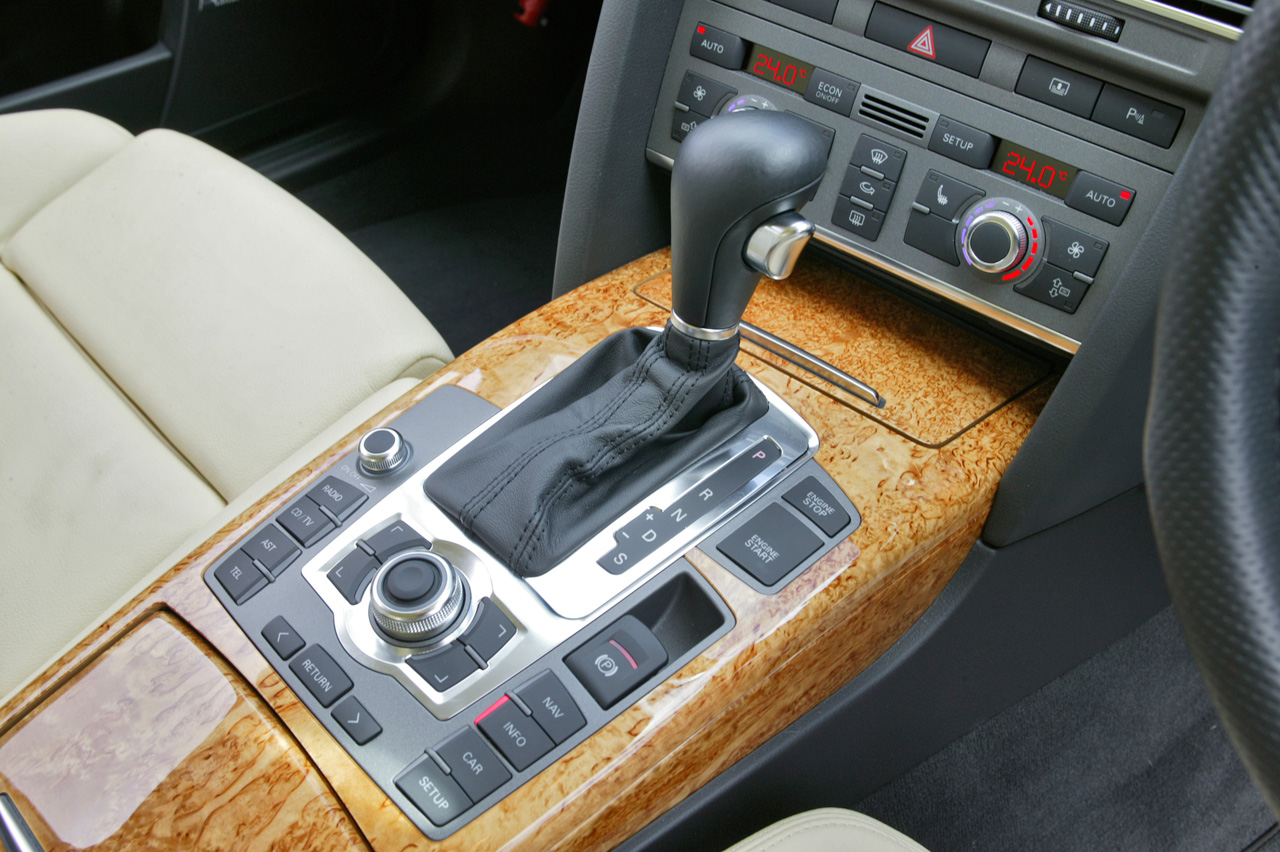
Селектор современной АКП на Audi A6

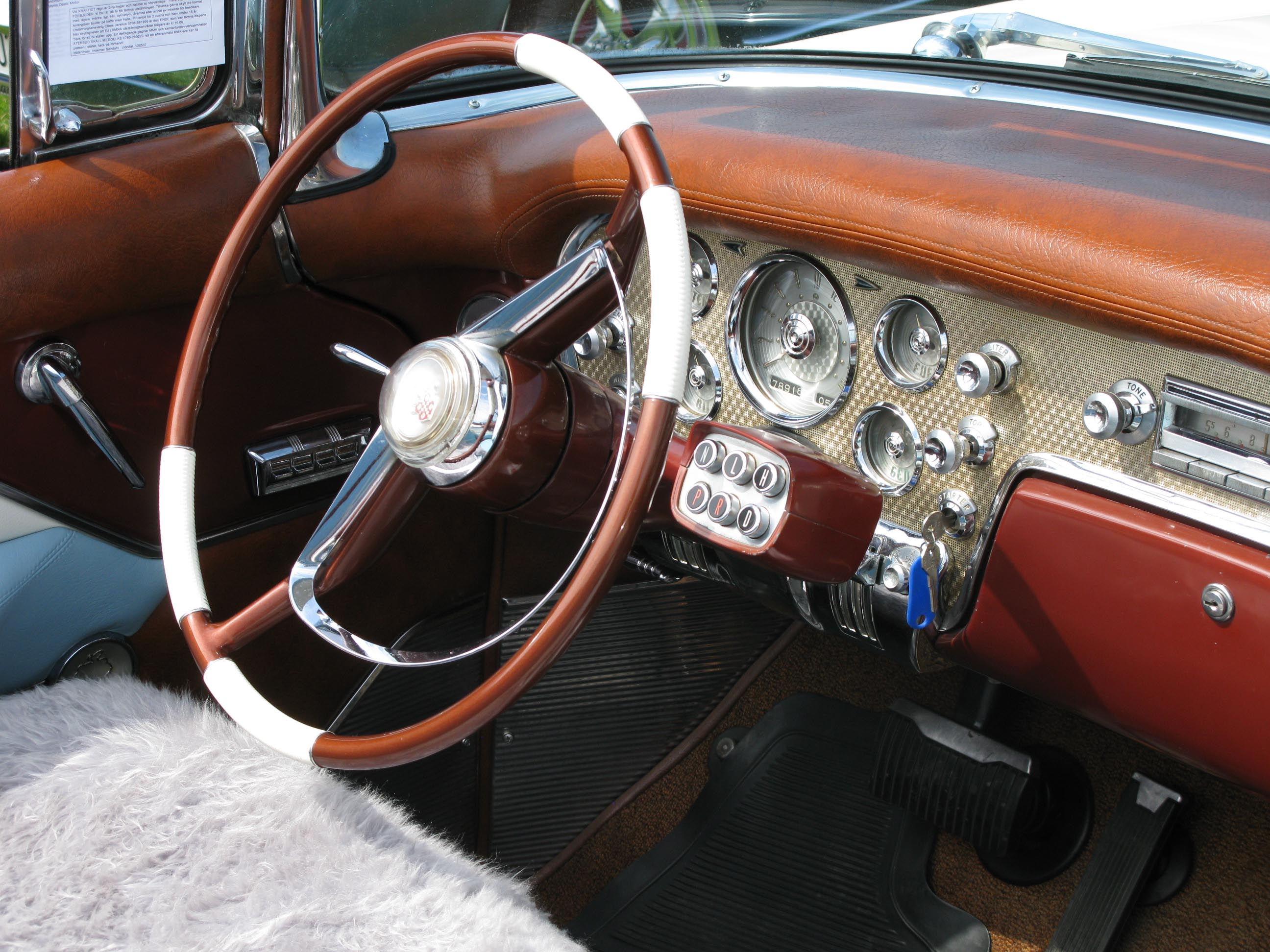
Packard середины 1950-х годов с кнопочным селектором АКП (на панели приборов правее рулевой колонки)

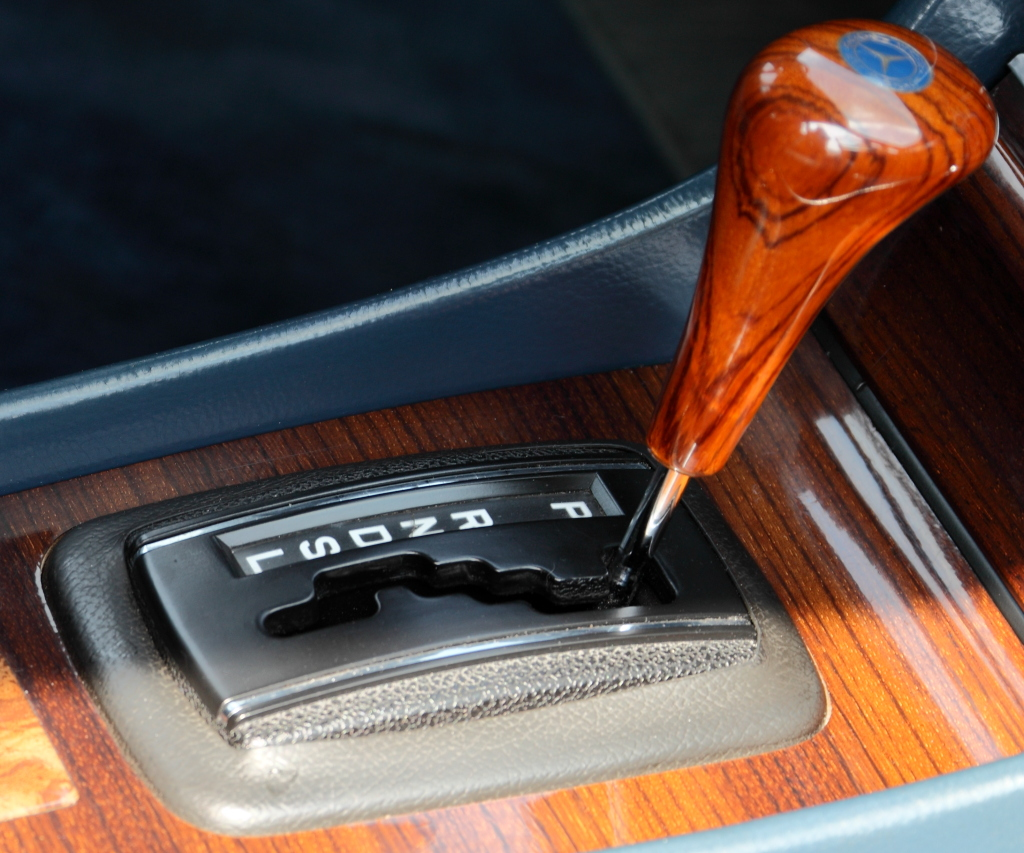
Селектор со ступенчатой прорезью

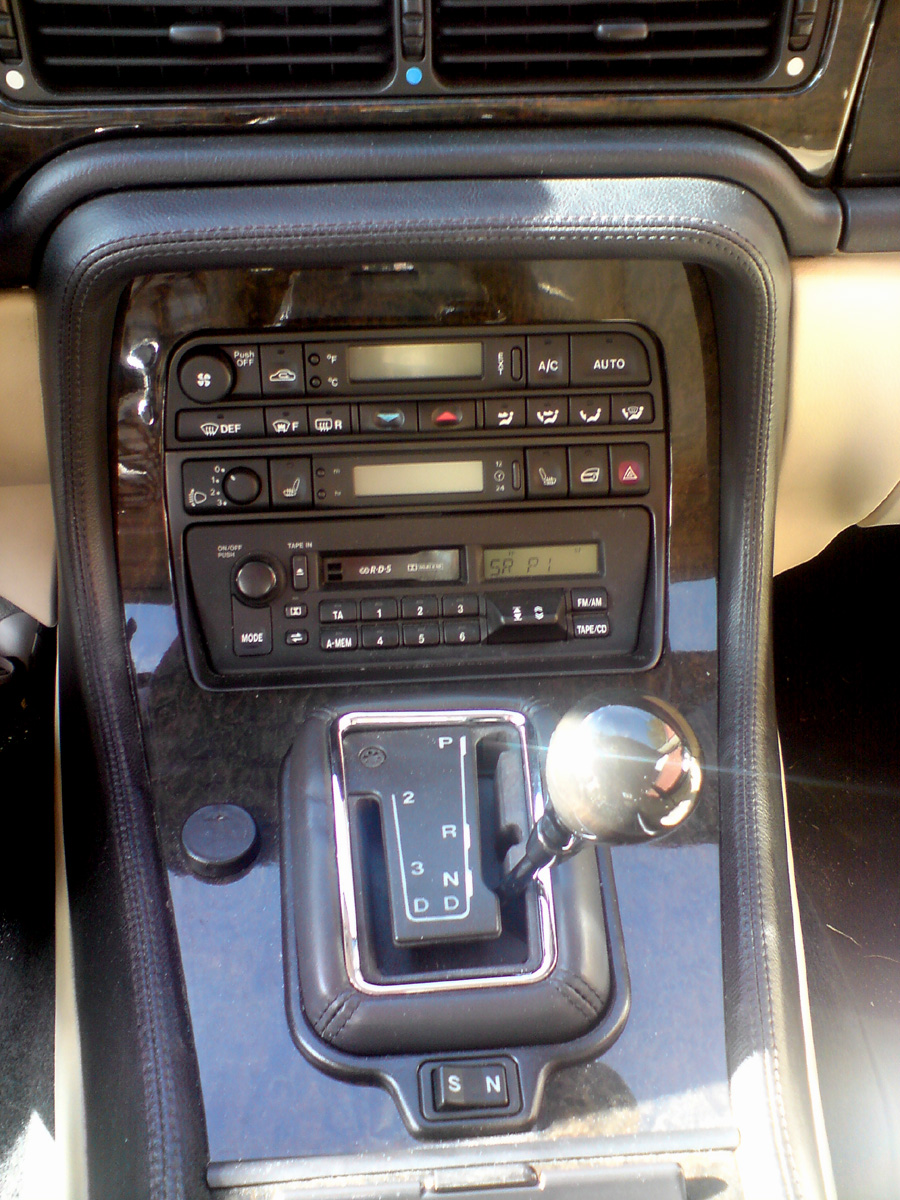
J-образная прорезь под рычаг селектора на автомобиле Jaguar

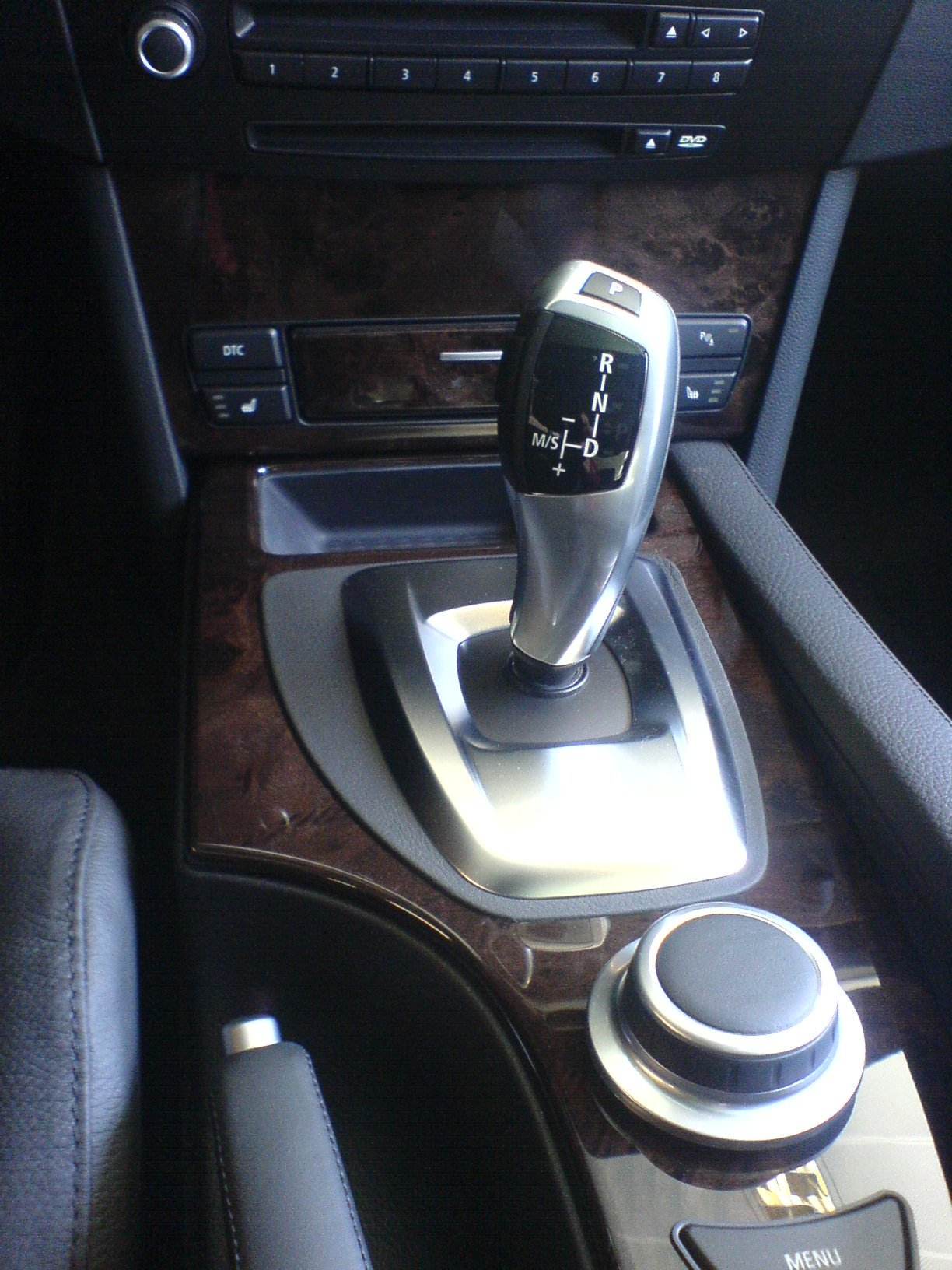
Селектор в виде джойстика на BMW

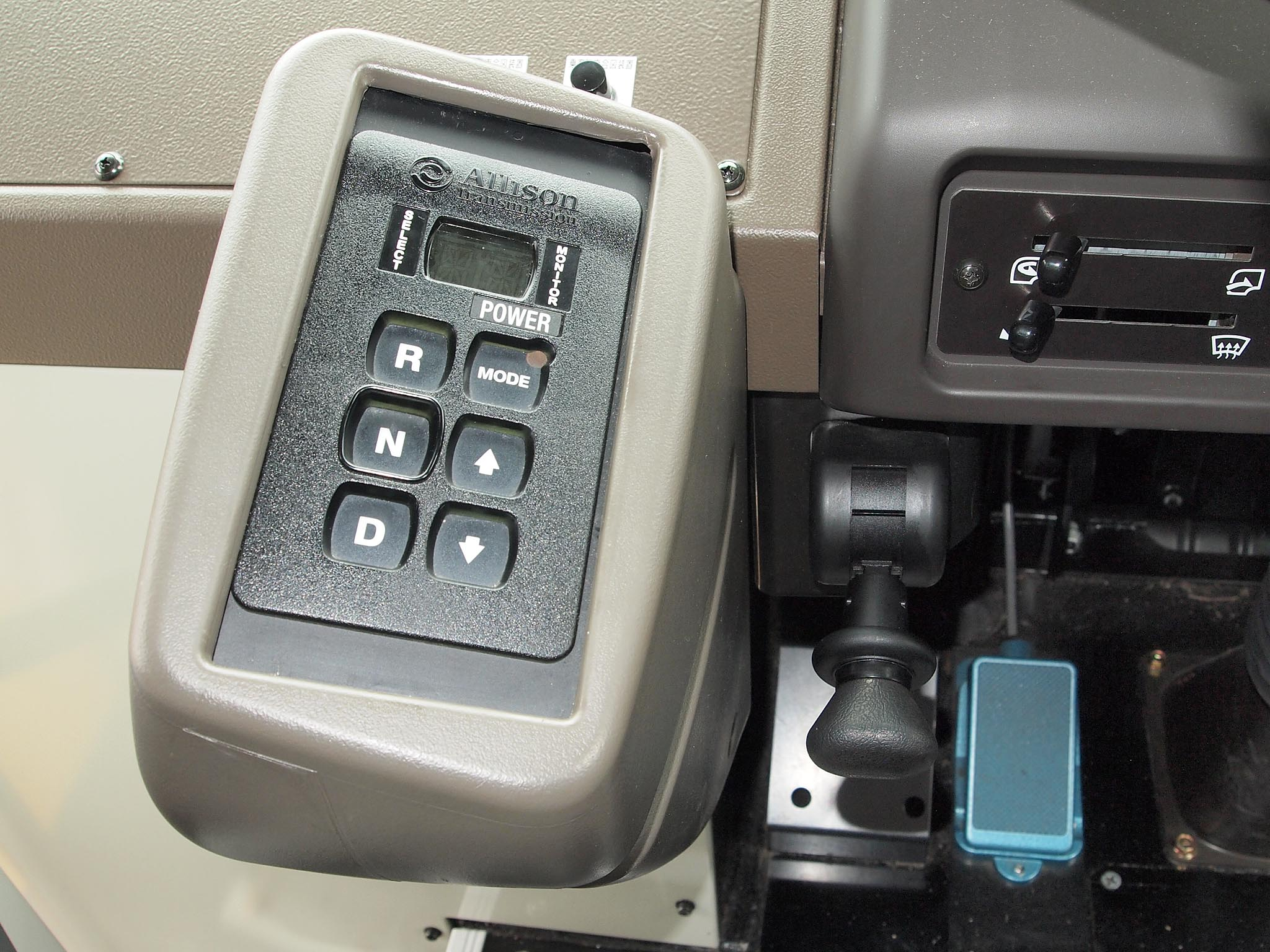
Современный кнопочный селектор АКП фирмы Allison

На автомобилях американского производства до 1990-х годов в основной массе селектор был расположен на рулевой колонке, что позволяло посадить на цельном переднем диване трёх человек. Для переключения режимов работы трансмиссии его надо было потянуть на себя и перевести в нужное положение, которое показывала стрелка на специальном указателе — квадранте. Изначально квадрант размещали на кожухе рулевой колонки, позднее его перенесли на большинстве моделей в щиток приборов, обычно он располагался под спидометром.
К близкому типу можно отнести и селекторы, расположенные на панели приборов рядом с рулевой колонкой и щитком приборов, как например у некоторых моделей фирмы Chrysler 1950-х годов или Honda CR-V третьего поколения.
Напольное расположение селектора впервые появилось на спортивном Chevrolet Corvette в 1953 году, а впоследствии получило широкое распространение на европейских машинах.
На японских автомобилях встречались оба варианта, в зависимости от целевого рынка — на автомобилях для внутреннего японского и американского рынков и в наше время встречаются подрулевые селекторы трансмиссии, в то время как для иных рынков практически исключительно используются напольные.
В настоящее время обычно используется напольный селектор.
На минивэнах и коммерческих автомобилях вагонной и полукапотной компоновки, а также некоторых внедорожниках и кроссоверах с высокой посадкой водителя, довольно большое распространение имеет расположение селектора на панели приборов по центру (или высоко на консоли).
Существуют системы выбора режимов работы трансмиссии без рычага, в которых для переключения используются кнопки — например, на автомобилях Chrysler конца 1950-х — начала 1960-х годов, Edsel, советской «Чайке» ГАЗ-13, многих современных автобусах (из известных в России можно назвать городские модели ЛиАЗ, МАЗ с АКПП фирмы Allison, имеющей кнопочный селектор). В последние годы они снова набирают популярность (например, у Lincoln MKC выбор режима работы трансмиссии осуществляется кнопками, расположенным на панели приборов слева от мультимедийного блока).
Если система имеет рычаг-селектор, выбор нужного режима осуществляется его перемещением в одно из возможных положений.
Для предотвращения случайных переключений режимов используют специальные механизмы защиты. Так, на автомобилях с подрулевым селектором для переключения диапазона трансмиссии надо потянуть рычаг на себя, только после этого его можно перевести в нужное положение. В случае напольного рычага используется как правило блокирующая кнопка, расположенная сбоку под большим пальцем водителя (большинство моделей), сверху (например на Hyundai Sonata V) или впереди (примеры — Mitsubishi Lancer X, Chrysler Sebring, Volga Siber, Ford Focus II) на рычаге, или рычаг необходимо немного утопить. В других случаях, прорезь для рычага выполняется ступенчатой (многие модели Mercedes-Benz, Hyundai Elantra платформы i30 или Chevrolet Lacetti, на последнем прорезь выполнена ступенчатой, а рычаг надо утопить для перехода из диапазона R в диапазон N и далее.
Как правило, между режимами, включение которых допустимо в движении, можно переключиться и без выжима кнопки — например, на трансмиссиях Volkswagen 1980-х годов кнопку необходимо нажимать только для перехода из P в R, из R в N и из «2» в «1» (и обратно). Между диапазонами N, D и 2 можно переключаться без выжима кнопки. Также многие современные модели имеют устройство, не дающее переместить рычаг селектора АКП в положение движения, если не выжата педаль тормоза, что также повышает безопасность обращения с трансмиссией.
Фирма Jaguar использовала в своё время U-образную прорезь для рычага селектора, с делениями P, R, N и D с правой стороны и D, 3, 2 — с левой.
Если ранее алгоритм работы селектора был жёстко задан устройством механического привода к АКП, то сегодня электронное управление коробкой передач в принципе позволяет использовать для переключения между её режимами работы любые устройства ввода с произвольным алгоритмом работы — единственным сдерживающим фактором являются существующие на данный момент стандарты, предусматривающие стандартизацию режимов (P-R-N-D-L и так далее), но и их производители научились обходить. Так, на некоторых современных автомобилях рычаг-селектор АКП заменяется на джойстик, у которого вместо соответствующих диапазонам трансмиссии отдельных фиксированных положений для последовательного переключениям между ними имеются два нефиксированных положения, позволяющих «пролистывать» режимы работы один за другим. Скажем, на автомобилях BMW для трогания с места нужно при выжатой педали тормоза нажать расположенную на джойстике сверху кнопку, отключающую парковочную блокировку — при этом АКП переходит из режима P в режим N (о чём сигнализирует светящийся индикатор), после чего толкнуть джойстик назад и отпустить, включив режим D, и начать движение, опустив педаль тормоза — либо уже в режиме D толкнуть джойстик влево и отпустить, включая режим ручного управления коробкой, в котором водитель может переключаться между высшими и низшими передачами толкая джойстик вперёд-назад. Иногда и сам рычаг заменяют на клавиши, вращающуюся «шайбу» и тому подобные устройства с алгоритмом работы, похожим на описанный выше. Соблюдение эксплуатационных норм значительно продлевает срок службы трансмиссии.

### Основные режимы работы
Что касается режимов работы, то практически любая автоматическая трансмиссия имеет следующие режимы, ставшие стандартными с конца 1950-х годов:
- Р (англ. Park) — парковочная блокировка (включается во время парковки авто. Ведущие колёса заблокированы, блокировка находится внутри самой АКП и не связана с обычным стояночным тормозом);
- R (англ. Reverse) — задний ход (включается во время движения задним ходом. Недопустимо включать до полной остановки автомобиля, на современных трансмиссиях зачастую существует блокировка);
- N (англ. Neutral) — нейтральный режим (включается при кратковременной стоянке и при буксировке на небольшое расстояние);
- D (англ. Drive) — движение вперёд (включается при обычной езде вперёд в гражданских условиях);
  - M (англ. Manual), ± — движение вперёд с ручным переключением передач (включается на бездорожье, для торможения двигателем, в других сложных условиях вождения) — из положения D рычаг переводится в бухту, расположенную слева или справа, затем по желанию можно переключаться с текущей передачи на пониженную (обычно обозначена «−») или повышенную («+»).
- S (англ. Sport) — движение вперёд с улучшенной динамикой (включается при езде в «спортивном» стиле, в сложном потоке с обгонами).

Начиная с конца 1950-х годов эти режимы располагают именно в такой последовательности, а в 1964 году в США она была закреплена в качестве обязательной для использования американским Сообществом автомобильных инженеров (SAE), в результате чего стала по сути всемирным отраслевым стандартом. Этот стандарт приняло абсолютное большинство автомобилестроительных фирм даже за пределами США, поскольку, во-первых, американский рынок автомобилей был в те годы наиболее объёмным и прибыльным (и остаётся до сих пор), а во-вторых — американские автомобили составляли абсолютное большинство среди автомобилей с автоматическими коробками передач, что делало логичным шагом унификацию принятого на них алгоритма управления АКП в мировом масштабе.
Кроме того — данная последовательность была эргономически обоснована, поскольку её выработке в США предшествовал достаточно длительный период эксплуатации автомобилей с не унифицированными между собой алгоритмами управления АКП, многие из которых на практике оказывалось неудобным или даже небезопасным. Например, водители, привыкшие к механическим коробкам передач тех лет с подрулевым рычагом, у которых для включения первой передачи необходимо было потянуть рычаг на себя и опустить до упора вниз, могли привычным движением случайно включить задний ход и попасть в ДТП на парковке или сбить пешехода при раскладке режимов P-N-D-L-R (АКПП Buick DynaFlow) или P-N-D-S-L-R (GM Hydramatic) — что привело к целому ряду исков к производителям от пострадавших. Кроме того, на старых изношенных автомобилях с раскладкой P-N-D-L-R наблюдались случаи самопроизвольного переключения из L в R на ходу при использовании приёма торможения двигателем или от тряски на неровной дороге, что приводило к поломкам коробки и авариям.
Именно в соответствии с полученным в этот период опытом положение, соответствующее режиму заднего хода R, стали располагать перед нейтральным положением селектора N. Впервые раскладка P-R-N-D-L была использована на автомобилях фирмы Ford.
Позднее стала использоваться механическая блокировка, не дающая переключиться в режимы P и R без выжима специальной кнопки, что ещё больше повышало безопасность обращения с автомобилем. Так как включение режимов R и P на ходу может вызвать поломку коробки передач, в современных моделях с электронным управлением даже в случае обхода водителем блокировки коробка передач не исполнит ошибочные команды, а просто останется в текущем диапазоне.

### Дополнительные режимы работы
В современных автоматических трансмиссиях с большим числом рабочих диапазонов могут присутствовать дополнительные режимы работы, а положения селектора могут обозначаться иначе:
- (D), или O/D, — овердрайв (ступень с передаточным отношением менее единицы), «экономичный» режим движения с возможностью автоматического переключения на повышающую передачу. Наиболее подходит для равномерного движения по трассе. Ряд четырёхступенчатых АКП (например, Aisin 241E) имеют отключение IV передачи, имеющей передаточное число 1, то есть фактически не являющейся овердрайвом;
- D3, или O/D OFF — отключение повышающей передачи (овердрайва), то есть, для четырёхступенчатой АКП — только I, II и III передачи. Активный режим, наиболее подходящий для движения по городу; Данный режим отключается при выключении зажигания. Не обеспечивая топливной экономичности (при более высокой скорости работы автомата) данный режим рекомендуется производителями, чтобы при рваной городской езде (не выше 70—80 км/ч) не допускать многократной блокировки/разблокировки муфты гидротрансформатора, которая частично блокируется при переключении на IV (или V передаче). Также в этом режиме (как и в 2 и L) происходит торможение двигателем;
- S (либо цифра 2) — диапазон пониженных передач (I и II либо только II передача), «зимний режим»;
- L (либо цифра 1) — второй диапазон пониженных передач (только I передача).

На тракторах, оснащённых автоматическими трансмиссиями, с помощью селектора выбирается рабочий диапазон скоростей: замедленные, силовые, транспортные, а также направление движения. Тракторные АКП допускают принудительное включение нужной передачи трактористом.
АКП, в отличие от механической КП, поддерживает торможение двигателем далеко не во всех режимах. В режимах, где торможение двигателем запрещено, трансмиссия свободно проскальзывает в обгонных муфтах (как в велосипеде) и автомобиль движется «накатом». Например, в некоторых случаях первая передача с торможением двигателем задействуется только при выборе водителем положения «1». При выборе первой передачи автоматикой из положения «D» торможение двигателем невозможно.

### Кнопки управления
Также, встречаются дополнительные переключатели (реализованные, например, в виде кнопок) режимов работы АКП:
- Sport, или Power, — переключение передач происходит на более высоких оборотах двигателя. Более динамичный разгон в ущерб экономии топлива;
- Winter, или Snow, — трогание происходит с II или III-й передачи (для предотвращения пробуксовки колёс), из-за возможного перегрева коробки не рекомендуется постоянно ездить на этом режиме. На некоторых автомобилях с электронным приводом дросселя (например Nissan Teana), режим «Snow» корректирует линейность работы педали газа и увеличение оборотов двигателя начинается при более сильном нажатии, нежели в обычном режиме. Автомобиль при этом трогается с первой передачи.
- Shift lock release или Shift lock — разблокирование селектора при выключенном двигателе.

В некоторых случаях режим Sport задействуется автоматически при нажатии на педаль газа до упора (а с современными электронными системами управления — нередко просто от сильного или резкого прибавления газа), в режиме «кикдауна» (англ. Kickdown). В некоторых случаях режим кикдауна запрещён при отключении режима Overdrive.

## Распространение
Большинство автомобилей в Северной Америке продаётся с автоматической трансмиссией, в Европе ситуация обратная — около 80 % автомобилистов выбирают механическую коробку передач. На российском рынке доля новых автомобилей с АКП составила в 2009 году — 31,2 %, в 2010 — 33,8 %, в 2011 — 37,5 %, в 2012 — 41,5 %, в 2018 — 59 %.
Гидроавтоматами снабжают многие классы автомобилей, и проще перечислить две категории автомобилей: где автомат — главная трансмиссия, и где автомата практически не бывает.
Автомат с гидротрансформатором — основной выбор:
- на внедорожниках. Гидротрансмиссия может устойчиво двигаться с низкой скоростью вплоть до удержания на подъёме мощностью двигателя, а быстрое переключение позволяет проскакивать препятствия с разгона, переключаясь вниз с потерей скорости;
- на автомобилях бизнес- и представительского класса. Экономия топлива — не приоритет, быстрое незаметное переключение важно, а недостаток динамики можно компенсировать большим количеством передач (часто 8…10) и крупным мотором.

Автомат не встречается:
- На гоночных автомобилях из-за низкого КПД. Замена — полуавтомат (робот, не умеющий стартовать и переключаться автоматически, что в гонках обычно запрещено);
- На некоторых видах сельскохозяйственных и строительных машин, где лучше действует объёмный гидропривод.

## Другие виды автоматических трансмиссий

### Роботизированные коробки
Наряду с классическими гидромеханическими АКП, работающими в паре с гидротрансформатором, существуют также «роботизированные» коробки передач — близкие по устройству к механическим, но работой сцепления и переключением передач управляет снабжённая сервомеханизмами автоматика.
В большинстве случаев КП такого типа применялись на малолитражных автомобилях, применение на которых гидромеханической передачи было неприемлемо из-за слишком больших потерь мощности. Главная черта механических коробок передач с автоматизированным переключением — отсутствие гидротрансформатора, что позволяет ощутимо снизить потери в трансмиссии. Однако это же обуславливало характерный недостаток первого поколения механических коробок передач с автоматизированным переключением: недостаточно плавные переключения между передачами из-за резкого прерывания передачи крутящего момента, что существенно усугублялось сравнительным несовершенством использовавшихся управляющих устройств и исполнительных механизмов, которые не позволяли сравниться в указанных качествах ни с механической, ни с гидромеханической автоматической коробкой передач. В последней для обеспечения плавности переключений служит как раз гидротрансформатор, а в первых она обеспечивается достигнутым длительной практикой навыком водителя. Кроме того, для «роботизированных» коробок передач первого поколения была характерна сравнительно низкая надёжность — как в сравнении с механическими, так и по сравнению с хорошо отработанными в производстве гидромеханическими автоматическими коробками передач. Такие коробки передач предлагались, в частности, фирмами Aisin Seiki (Toyota Multimode) и Magneti Marelli (Opel Easytronic, Fiat Dualogic, Citroën Sensodrive), а также Ricardo, коробки передач которой устанавливались на спортивные машины — Lamborghini, Ferrari, Maserati и др.
На данный момент роботизированные коробки с одним сцеплением практически повсеместно сняты с производства. Они ещё устанавливаются на некоторые модели Opel и Fiat, но, вероятно, по мере текущей модернизации будут заменены на быстродействующие 6-ступенчатые планетарные АКП, типа Aisin Seiki AWTF-80SC. Данную коробку уже используют на автомобилях Alfa Romeo, Citroën, Fiat, Ford, Lancia, Land Rover/Range Rover, Lincoln, Mazda, Opel/Vauxhall, Peugeot, Renault, Saab и Volvo. Данная коробка предназначена для переднеприводных автомобилей с крутящим моментом до 400 Н·м (6500 об./мин.), что делает её удобной для турбированных и дизельных двигателей.
Второе поколение роботизированных коробок передач — так называемая преселективная коробка передач. Наиболее известный представитель этого вида — Volkswagen DSG (разработчик Borg-Warner), она же — Audi S-tronic, а также Getrag Powershift, Porsche PDK, Mitsubishi SST, DCG, PSG, Ford Durashift. Особенностью данного типа коробок передач является то, что в них имеются два отдельных вала для чётных и нечётных передач, каждый из которых управляется своим сцеплением. Это позволяет предварительно переключить зубчатые колёса очередной передачи, после чего почти мгновенно переключить сцепления, при этом разрыва крутящего момента не происходит. Данный вид автоматических коробок передач в настоящее время является наиболее совершенным с точки зрения экономичности и скорости переключения.

### Вариатор
Применяемая на некоторых автомобилях вариаторная передача, которая также обеспечивает автоматическое изменение передаточного числа трансмиссии, строго говоря, не является коробкой передач — вариатор осуществляет плавное изменение передаточного числа трансмиссии без каких либо фиксированных передач и, таким образом, является подвидом бесступенчатой трансмиссии.

### Многовальные прямого переключения
Применяются на некоторых спортивных автомобилях: например, в Koenigsegg Jesko три вала, семь фрикционов и девять передач. Обладают «спортивным характером», как роботизированные, и быстрым переходом из гражданской езды в спортивный режим, как автоматы.
У Jesko лепестки переключения передач работают как трёхпозиционные кнопки фотоаппарата: полунажатие левого опускает передачу, полное нажатие — ставит самую «спортивную». Аналогично, полунажатие правого поднимает, полное нажатие — ставит самую экономную.
Близок по характеру езды, но имеет совершенно другое устройство «автомат со сцеплением», применяемый, например, на некоторых спортивных «Mercedes».